# Avión de caza

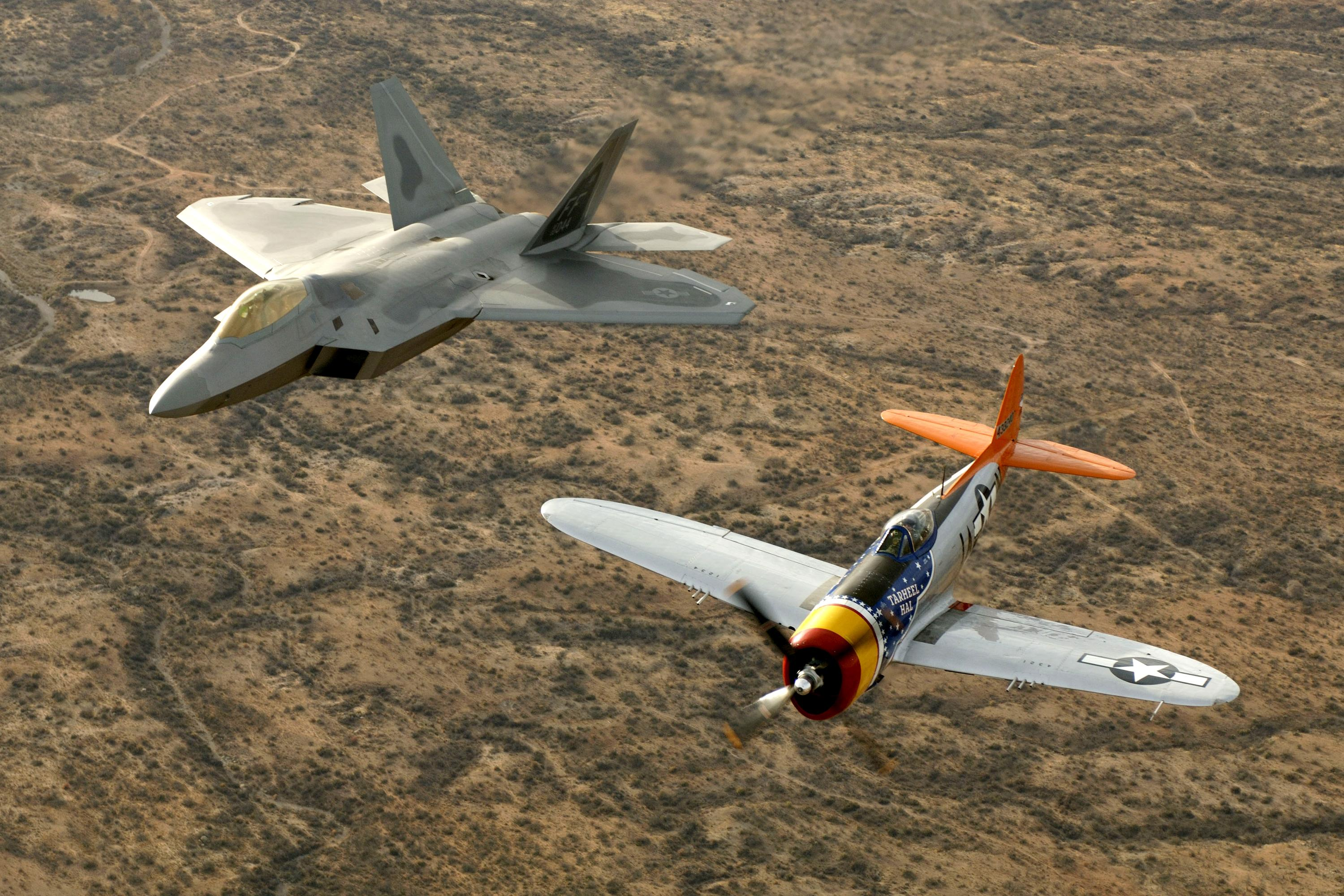
Un moderno Lockheed Martin F-22 Raptor (izquierda) junto a un Republic P-47 Thunderbolt de la Segunda Guerra Mundial.

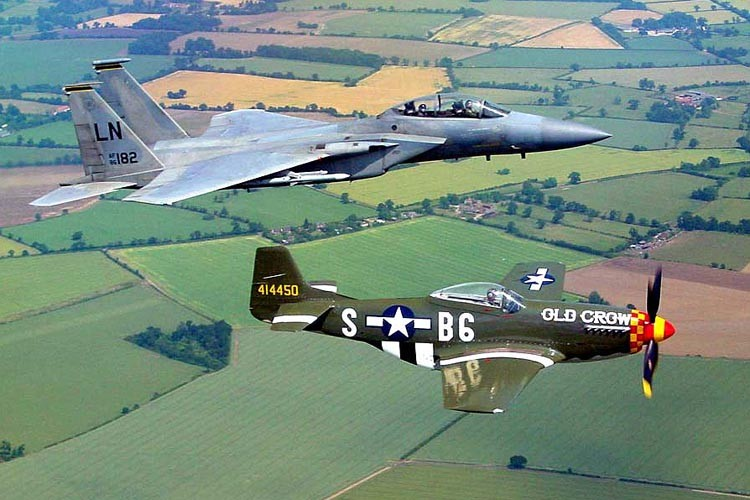
Un McDonnell Douglas F-15 Eagle de los años 1980 (arriba) junto a un North American P-51 Mustang de la Segunda Guerra Mundial.

Un avión de caza, avión de combate, avión de guerra, o simplemente caza, es una aeronave militar diseñada fundamentalmente para la guerra aérea con otras aeronaves, en oposición a los bombarderos, que están diseñados principalmente para atacar objetivos terrestres mediante el lanzamiento de bombas. Los cazas son pequeños, veloces y de gran maniobrabilidad. Muchos cazas poseen capacidades secundarias de ataque a tierra, y algunos son de doble propósito para actuar como cazabombarderos, término también usado para nombrar a los aviones de ataque a tierra con capacidades de caza.
Los cazas son el principal medio con el que las fuerzas armadas consiguen la superioridad aérea sobre sus oponentes en batalla. Por lo menos desde la Segunda Guerra Mundial, lograr y mantener la superioridad aérea ha sido un componente clave a la hora de conseguir la victoria en la guerra, particularmente en una guerra convencional entre ejércitos regulares (no así en una guerra de guerrillas). De este modo, la adquisición, el entrenamiento y el mantenimiento de una flota de cazas representa una parte muy sustancial de los presupuestos de defensa para las fuerzas armadas actuales.
Entre las principales misiones cumplidas por los cazas destacan la patrulla aérea de combate (CAP) y la interceptación de aeronaves enemigas. Cuando el enfrentamiento entre cazas se produce en persecución a corta distancia, recibe el nombre de dogfight o combate aéreo cercano.

## Terminología
El término ‘caza’ en español, igual que en portugués (caça) e italiano (caccia), hace referencia a «cazar», y en francés (chasseur) significa literalmente «cazador». En cambio, en inglés fighter hace referencia a la «lucha» (fight). En inglés ese término no se hizo oficial hasta después de la Primera Guerra Mundial, ya que los británicos llamaron a este tipo de aviones «exploradores» (scouts) hasta principios de los años 1920 y los estadounidenses denominaron a sus cazas aviones de «persecución» (pursuit) hasta finales de los años 1940 (designados P- desde 1916). En la mayoría de los idiomas, los cazas reciben nombres de significado similar, a excepción del ruso, donde son llamados "истребитель" (pronunciado "istrebitel") y que significa «exterminador».[cita requerida]
Aunque el término ‘caza’ técnicamente se refiere a un avión diseñado para derribar a otros aviones, otros diseños similares también son útiles como cazabombarderos polivalentes y a veces como aviones de ataque a tierra tácticos del tamaño de un caza ligero. Por ejemplo, en la Segunda Guerra Mundial la Armada de los Estados Unidos favoreció el uso de los cazas sobre los bombarderos en picado dedicados, y el caza P-47 Thunderbolt sería favorecido para el ataque a tierra. Posteriormente, el polémico F-111 se utilizó casi únicamente como cazabombardero, y la variante de caza se abandonó. El nombre bombarderos generalmente hace referencia a aviones empleados para bombardeo estratégico de largo alcance. Este desenfoque sigue al uso de cazas desde sus primeros días para operaciones de "ataque" o "golpe" contra tropas enemigas, posiciones en campo, vehículos e instalaciones mediante ataques de bajo vuelo o para arrojar bombas incendiarias.[cita requerida]
Algunos de los cazas más costosos, como el F-14 Tomcat y el F-15 Eagle, se emplearon como interceptores de todo clima y también como aeronaves de superioridad de combate, desarrollando únicamente roles aire-tierra en los años siguientes. Cazabombarderos multirol como el F/A-18 Hornet suelen ser menos costosos y se utilizan para tareas de ataque en tierra (F/A son las iniciales de fire/attack, es decir, "disparar/atacar") y forman parte de una "mezcla alto-a-bajo" o, como ocurre con el Super Hornet, reemplazan a todo un rango de aeronaves especializadas.[cita requerida]

## Introducción
Los cazas se  desarrollaron en respuesta al incipiente uso de aviones y dirigibles en la Primera Guerra Mundial para tareas de reconocimiento aéreo y ataque a tierra. Los primeros cazas eran aviones muy pequeños y dotados de armas ligeras; la mayoría eran biplanos. Como la guerra aérea fue adquiriendo cada vez más importancia, también lo hizo el control del espacio aéreo. Para la Segunda Guerra Mundial, los cazas ya eran en su mayoría monoplanos completamente metálicos armados con cañones y ametralladoras. Hacia el final de la guerra, los motores turborreactor ya estaban comenzando a reemplazar a los motores de pistones como medio de propulsión, y ya estaban apareciendo cada vez más mejoras sofisticadas para el armamento.[cita requerida]
Los cazas de reacción modernos son propulsados casi siempre con uno o dos motores turbofán y están equipados con un radar como principal método de localización de objetivos. El armamento principal consiste en misiles aire-aire (tan solo dos, en algunos cazas ligeros, o hasta ocho o doce, en cazas de superioridad aérea como el Sukhoi Su-27 y el F-15 Eagle) y un cañón automático como armamento de reserva (habitualmente con un calibre de entre 20 y 30 mm); no obstante, si disponen de capacidad polivalente también pueden emplear misiles aire-superficie y bombas guiadas o no guiadas para ataque a tierra.[cita requerida]

## Cazas con motores de explosión

### Primera Guerra Mundial (1914-1918)

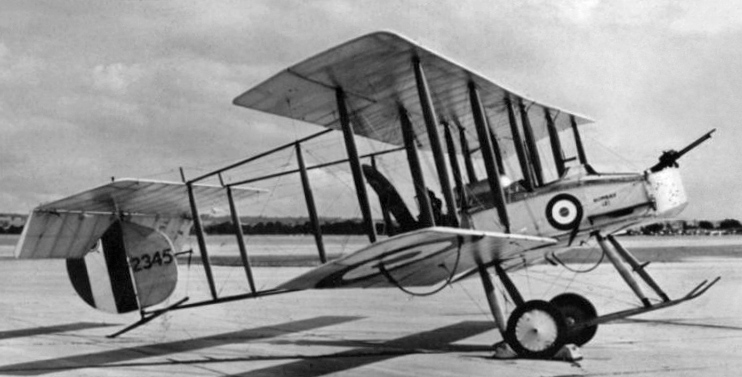
Vickers F.B.5 "Gunbus".

La palabra "caza" fue usada por primera vez para describir un avión biplaza con la fuerza de sustentación suficiente para llevar, además del piloto, a un observador y su ametralladora. El primero de estos cazas pertenecía a la serie "Gunbus", una serie de aviones experimentales provistos de armas de la compañía británica Vickers que culminó en el modelo Vickers F.B.5 de 1914. El principal inconveniente de este tipo de aviones fue su falta de velocidad. En seguida se vio que un avión con intención de destruir a otro de su tipo en el aire por lo menos necesitaba ser lo suficientemente rápido como para alcanzar a su presa.
Por fortuna ya existía otro tipo de avión militar, que debía servir de base para un caza efectivo en el sentido moderno de la palabra. Estaba basado en el pequeño y rápido avión desarrollado antes de la guerra para carreras aéreas tales como la Copa Gordon Bennett y la Copa Schneider. Este era el avión "explorador" (en inglés: scout) o de reconocimiento militar, que no estaba preparado para poder llevar armamento importante, sino que más bien se confiaba en su velocidad para poder llegar a la posición que se quería explorar o reconocer y luego regresar rápidamente para informar. Al mismo tiempo, por su velocidad era un blanco difícil para la artillería antiaérea o aviones armados enemigos. Los aviones británicos "exploradores" en este sentido incluían el Sopwith Tabloid y el Bristol Scout; entre los equivalentes franceses destacaba el ligero y veloz Morane-Saulnier N.

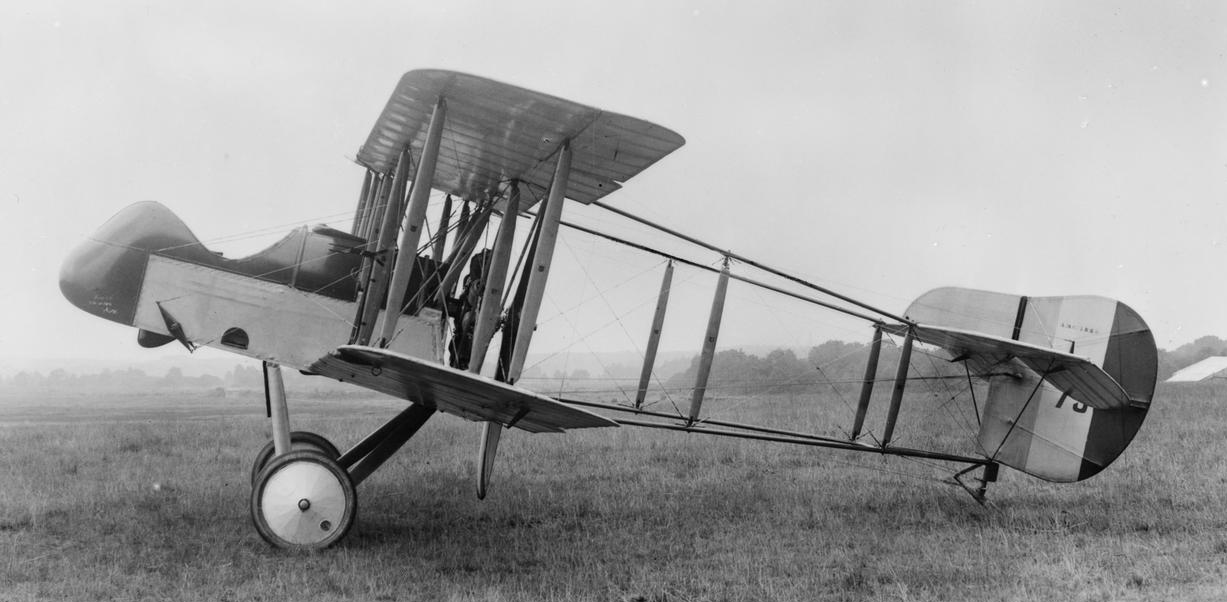
Airco DH.2.

En la práctica, poco después del inicio efectivo de la guerra, los pilotos de los pequeños aviones exploradores comenzaron a armarse con pistolas, carabinas, granadas y un surtido de armas improvisadas con las que atacar aviones enemigos. Era inevitable que tarde o temprano se encontrara la manera de armar a los "exploradores". Un método fue construir el avión explorador en configuración propulsora como el Airco DH.2, con la hélice montada detrás del piloto. El principal inconveniente era que la alta resistencia aerodinámica de la estructura de cola de un avión de este tipo significaba ser más lento que otro avión similar de configuración tractora. Otra opción fue montar la ametralladora de manera que permitiera al piloto dispararla fuera del arco de la hélice.

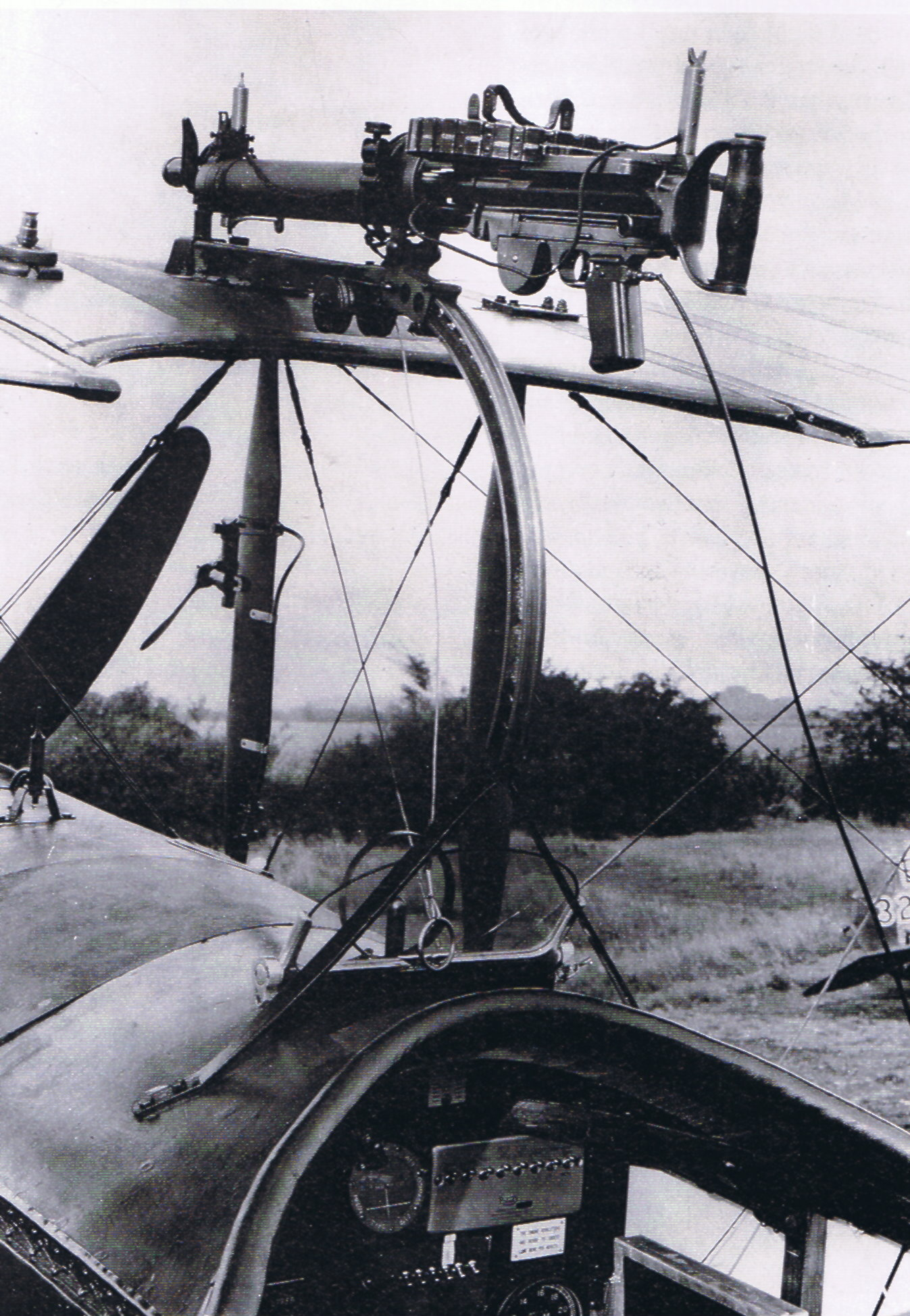
Una ametralladora Lewis sobre afuste Foster, en un Avro 504.

Inicialmente en los aviones tractores solo eran posibles a efectos prácticos dos configuraciones del armamento. Una implicaba tener un segundo tripulante añadido (artillero) detrás del piloto para apuntar y disparar la ametralladora montada en un afuste giratorio. Sin embargo, esto limitaba el área de cobertura principalmente al hemisferio trasero, y la incapacidad para coordinar de manera efectiva las maniobras del piloto con el apuntamiento del artillero, lo que reducía la precisión y eficacia del armamento además de añadir el peso del segundo hombre. Esta opción fue empleada principalmente como medida defensiva en aviones de reconocimiento a partir de 1915. La configuración alternativa era montar la ametralladora sobre el ala superior para disparar por encima de la hélice. Si bien es más eficaz para el combate ofensivo, dado que el piloto podía mover y apuntar el arma en unidad con el avión, este emplazamiento hacía más difícil determinar el punto de mira adecuado. Además, esta ubicación hacía casi imposible para un piloto maniobrar su avión y acceder al mismo tiempo a la recámara del arma —una consideración muy importante dada la tendencia a encasquillarse que tenían las primeras ametralladoras— por lo tanto esa fue una solución provisional. No obstante, una ametralladora disparando por encima de la hélice tenía algunas ventajas, y continuó en servicio desde 1915 (Nieuport 11) hasta 1918 (Royal Aircraft Factory S.E.5). El afuste Foster británico estaba específicamente diseñado para este tipo de aplicaciones, permitiendo bajar el arma al frente del piloto para recargar munición o desatascarla.

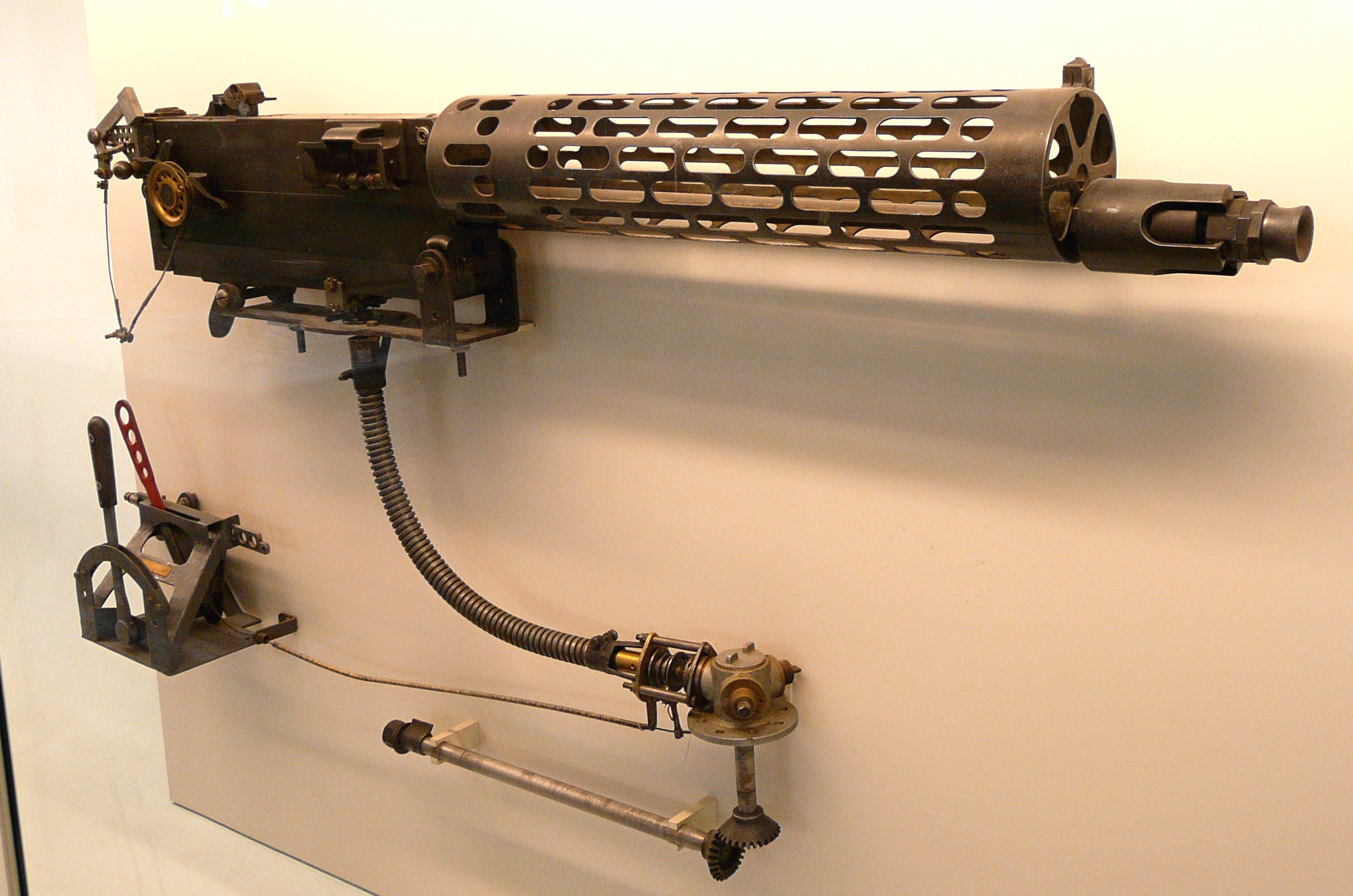
Ametralladora alemana MG 08/15 para avión (versión L) con mecanismo sincronizador; destinada a ser disparada con una única mano.

La necesidad de armar un explorador tractor con un arma de disparo frontal, cuyos proyectiles pasaran entre las palas de la hélice, era evidente incluso antes del estallido de la guerra, y su abordaje motivó a los inventores tanto de Francia como de Alemania a llevar a la práctica la idea de que un mecanismo de sincronización evitara que el arma disparase cuando tenía la hélice en frente. Franz Schneider, un ingeniero suizo, había patentado tal dispositivo en Alemania en 1913, pero su trabajo original no fue seguido. El diseñador de aviones francés Raymond Saulnier patentó un dispositivo práctico en abril de 1914, pero las ensayos no resultaron exitosos debido a la poca fiabilidad de la munición de la ametralladora empleada.

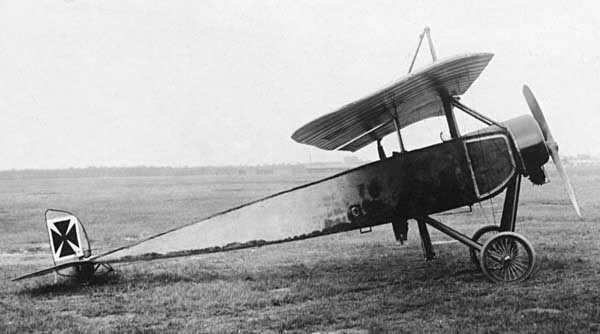
Un Morane-Saulnier L capturado con insignia alemana.

En diciembre de 1914, el aviador francés Roland Garros pidió a Saulnier que instalara su mecanismo de sincronización en el avión monoplano Morane-Saulnier L de Garros. Desafortunadamente la ametralladora accionada por gas Hotchkiss tenía un ciclo de disparo que causaba que la bala saliera del arma demasiado tarde para sincronizar con eficacia y coherencia los disparos con una hélice en movimiento. Debido a esto, blindaron las palas de la hélice, y el mecánico de Garros, Jules Hue, añadió cuñas metálicas a las palas para proteger al piloto de rebotes de balas. El monoplano modificado de Garros voló por primera vez en marzo de 1915 y ya comenzó las operaciones de combate poco después. Disparando balas de latón macizo calibre 8 mm, Garros consiguió tres victorias en tres semanas antes de que él fuera derribado el 18 de abril; su avión —junto con el sistema de sincronización— fue capturado por los alemanes.

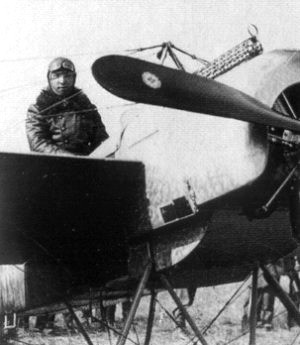
Max Immelmann en un Fokker E.I.

Sin embargo, el mecanismo de sincronización (llamado Zentralsteuerung en alemán) ideado por los ingenieros de la firma de Anthony Fokker fue el primero en atraer el patrocinio oficial, e hizo que el pionero monoplano Fokker Eindecker fuera un avión temido sobre el Frente Occidental, a pesar de que era una adaptación de un obsoleto avión de carreras Morane-Saulnier de preguerra, con un rendimiento mediocre y pobres características de vuelo. La primera victoria conseguida por el Eindecker fue el 1 de julio de 1915, cuando el Leutnant Kurt Wintgens, pilotando con la unidad Feldflieger Abteilung 6 en el Frente Occidental, le ganó a un monoplano biplaza Morane-Saulnier L al este de Lunéville. El avión de Wintgens, uno de los cinco ejemplares Fokker M.5K/MG producidos como prototipos del Eindecker, estaba armado con una versión de aviación de la ametralladora Parabellum MG 14 refrigerada por aire y sincronizada, que no necesitaba hélices blindadas. Desde varios puntos de vista, ésta fue la primera victoria de un «verdadero» caza en la historia de la aviación militar.

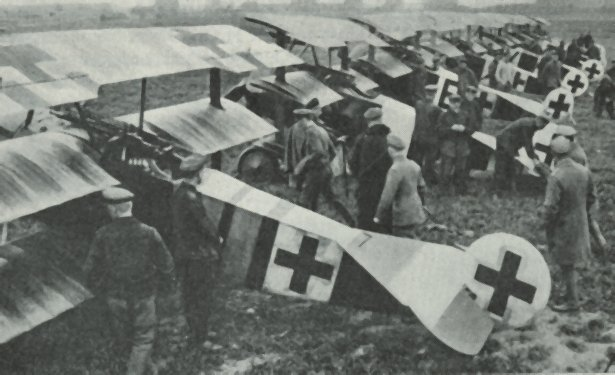
Triplanos Fokker alemanes del escuadrón Jasta 26 en la Primera Guerra Mundial.

El éxito del Eindecker inició un disputado ciclo de mejoras entre los combatientes, que estimuló la construcción de cazas monoplazas cada vez más capaces. El Albatros D.I de finales de 1916, diseñado por Robert Thelen, estableció el patrón clásico seguido por casi todos los aviones por cerca de veinte años. Al igual que el D.I, casi todos fueron biplanos (solo en contadas ocasiones eran monoplanos o triplanos). La fuerte estructura de caja del ala biplano ofrecía un ala rígida que permitía un control lateral muy preciso, algo esencial para el tipo de maniobras de los cazas. Tenían un único tripulante, que pilotaba el avión y también manejaba su armamento. Estaban armados con dos ametralladoras tipo Maxim —que había resultado mucho más fácil de sincronizar que otros tipos– que disparaban entre las palas de la hélice. Las recámaras de las armas normalmente estaban a la derecha en frente de la cara del piloto. Esto tenía consecuencias evidentes en caso de accidente, pero hacía que si un arma se encasquillaba (algo muy probable en las ametralladoras tipo Maxim) podía ser desatascada en vuelo y también hacía que apuntar fuera una tarea más fácil.

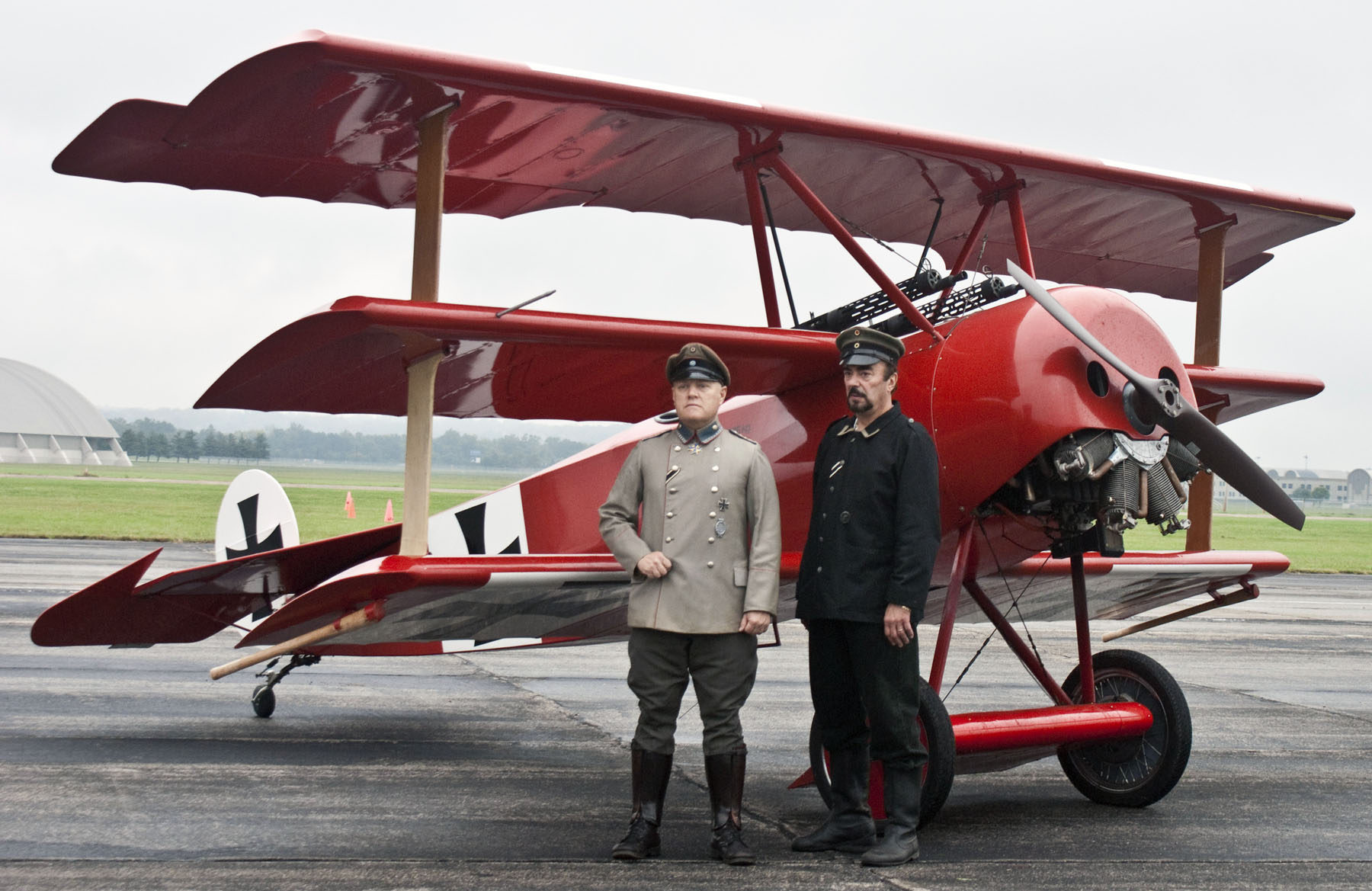
Réplica del Fokker Dr.I, el triplano que piloteó el mítico as Manfred von Richthofen, conocido como el «Barón Rojo».

El uso del metal en los aviones de caza fue aplicado por primera vez en la Primera Guerra Mundial por Alemania, cuando Anthony Fokker usó tubos de acero al cromo-molibdeno (similar al acero inoxidable) para la estructura del fuselaje de todos sus diseños de cazas, y el innovador ingeniero alemán Hugo Junkers desarrolló dos diseños de caza monoplano completamente metálicos con alas en voladizo: el proyecto privado estrictamente experimental Junkers J 2, hecho de acero, y en torno a cuarenta ejemplares del Junkers D.I, hecho de duraluminio corrugado, ambos basados en la célula metálica de su pionero avión de demostración de tecnología Junkers J 1 de finales de 1915.

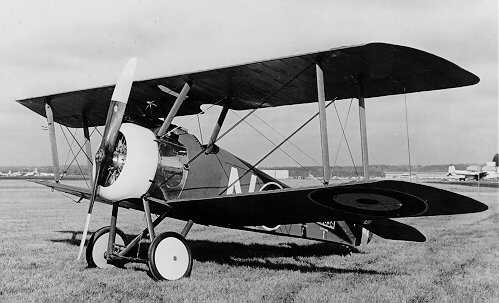
Sopwith Camel F.1.

Cuando la experiencia de combate colectivo creció, los pilotos más exitosos como Oswald Boelcke, Max Immelmann y Edward Mannock desarrollaron innovadoras maniobras y formaciones tácticas para mejorar la eficacia en combate de sus respectivas unidades aéreas y acelerar el aprendizaje —e incrementar la esperanza de vida prevista— de los nuevos pilotos que llegaban a la línea del frente. En septiembre de 1916 Oswald Boelcke publicó la doctrina del combate aéreo Dicta Boelcke, su manual contenía ocho reglas.
Los pilotos aliados y —hasta 1918— los alemanes de la Primera Guerra Mundial no estaban equipados con paracaídas, así que la mayoría de los casos en los que una aeronave se incendiaba o se rompía su estructura las consecuencias era fatales. Los paracaídas fueron desarrollados en 1918, y fueron adoptados por los aviadores alemanes en el transcurso de ese año (el famoso «Barón Rojo» llevaba uno cuando murió en combate), pero el mando Aliado siguió oponiéndose a su uso, por diversos motivos.

### Período de entreguerras (1919-1938)
El desarrollo de los cazas se desaceleró entre las guerras, y los cambios más significativos comenzaron a llegar hacia el final de ese periodo, cuando los aviones clásicos del estilo de la Primera Guerra Mundial dieron paso a monoplanos con monocasco o semimonocasco metálico y estructura de ala en voladizo (también llamado cantilever). Con limitados presupuestos de defensa en esa época, las fuerzas aéreas tendían a ser conservadoras en sus compras de aviones, y los biplanos seguían siendo populares entre los pilotos debido a su agilidad. Hasta mediados de la década de 1930, la gran mayoría de los aviones de caza continuaban siendo biplanos. Diseños como el británico Gloster Gladiator, el italiano Fiat CR.42 y el soviético Polikarpov I-15 eran comunes incluso hasta finales de los años 1930, y muchos aún llegaron a estar en servicio hasta 1942.

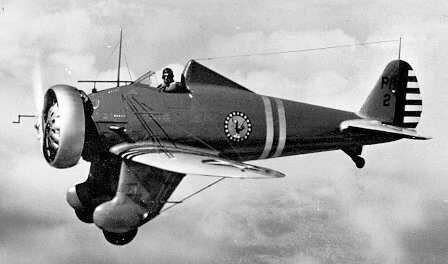
Un primitivo caza monoplano: el Boeing P-26 Peashooter cuyo vuelo inaugural tuvo lugar en 1932.

El armamento de los cazas comenzó a ser montado en el interior de las alas, fuera del área de giro de la hélice, aunque la mayoría de los diseños conservaban dos ametralladoras sincronizadas sobre el motor (ofrecían mayor precisión). Las ametralladoras con calibre de fusil eran la norma, ya que las ametralladoras de 12,7 mm (.50) o más y los cañones automáticos de 20 mm aún se consideraban una "exageración". Teniendo en cuenta que muchos aviones se construían de manera similar a los diseños de la Primera Guerra Mundial (aunque con armazones de aluminio), no se consideró poco razonable usar armamento del estilo de la Gran Guerra para contrarrestarlos. No hubo suficientes combates aéreos durante la mayor parte del período para refutar esta idea. También comenzaron a aparecer los primeros trenes de aterrizaje retráctiles.
El motor rotativo, popular durante la Primera Guerra Mundial, desapareció rápidamente, sustituido principalmente por el motor radial estacionario. Los motores aeronáuticos multiplicaron su potencia en varias unidades durante este período, pasando de los típicos 180 HP (130 kW) del Fokker D.VII de 1918 a los 900 HP (670 kW) del Curtiss P-36 de 1935. Se inició el debate entre los elegantes motores de cilindros en línea frente a los más confiables modelos radiales. Mientras las fuerzas aéreas navales preferían los motores radiales, las fuerzas con base en tierra solían escoger los modelos en línea. Los diseños radiales no necesitaban un sistema de refrigeración independiente —más vulnerable—, pero ofrecían mayor resistencia aerodinámica. Los motores en línea solían tener una mejor relación potencia a peso, pero había motores radiales que seguían funcionando incluso después de haber sufrido un daño importante en combate.
Algunas fuerzas aéreas experimentaron con cazas pesados, llamados "destructores" (Zerstörer) por los alemanes. Estos aviones eran grandes y normalmente bimotores, a veces adaptaciones de bombarderos ligeros o medios. Tales diseños por lo general tenían una mayor capacidad interna para combustible, y en consecuencia un mayor alcance, y disponían de armamento más pesado que sus homólogos de un solo motor. En combate, se mostraron lentos y vulnerables ante los más ágiles cazas monomotor.
El principal impulsor de la innovación en los cazas, hasta el período de rearme vivido a finales de los años treinta, no fueron los presupuestos militares, sino las carreras de aviones civiles. Los aviones diseñados para esas carreras fueron pioneros en innovaciones, como los diseños aerodinámicos y los motores más potentes, y fueron la base de los cazas de la Segunda Guerra Mundial.

#### Guerra civil española (1936-1939)

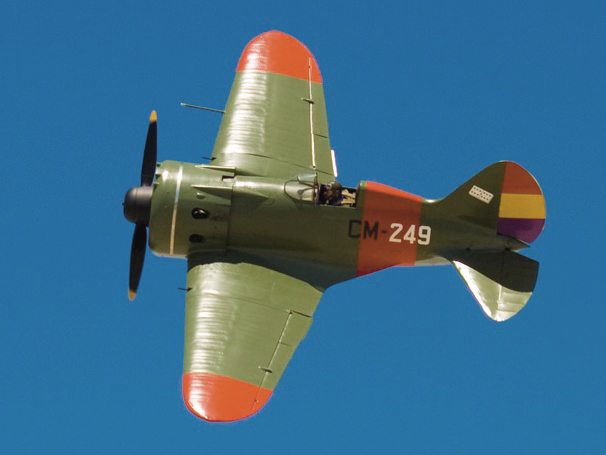
Polikarpov I-16 con los colores de las Fuerzas Aéreas de la República Española.

Al final del período de entreguerras vino la guerra civil española. Esto supuso la oportunidad que la Luftwaffe alemana, la Regia Aeronautica italiana y la Fuerza Aérea Roja de la Unión Soviética necesitaban para probar sus diseños de aviones más recientes. Cada parte envió varios tipos de aviones para respaldar a su bando en el conflicto. En los combates aéreos sobre España, le fue bien al entonces reciente caza Bf 109 del diseñador alemán Messerschmitt, al igual que al Polikarpov I-16 soviético. El diseño alemán, sin embargo, tuvo un margen considerable para su desarrollo, y las lecciones aprendidas en España dieron lugar a modelos extremadamente mejorados en la Segunda Guerra Mundial. Los rusos, cuyo bando perdió en el conflicto español, sin embargo determinaron que sus aviones eran suficientes para sus necesidades inmediatas. Posteriormente, los I-16 serían aplastados en los combates de la Segunda Guerra Mundial por esos modelos mejorados alemanes, aunque continuó siendo el caza soviético más común en el frente hasta bien entrado 1942. Por su parte, los italianos estaban satisfechos con el rendimiento de sus biplanos Fiat CR.42 y, con pocos fondos, continuaron con ese diseño a pesar de que era obsoleto.
La guerra civil española también constituyó una oportunidad para la actualización de las tácticas de combate. Una de las innovaciones resultado de la experiencia en combate durante este conflicto fue el desarrollo de la formación en V asimétrica o "finger-four" por parte del piloto alemán Werner Mölders. Cada escuadrón de cazas (en alemán: Staffel) era dividido en varias escuadrillas (Schwärme) de cuatro aviones. Cada Schwarm era dividida en dos Rotten o parejas de aviones. Cada Rotte estaba compuesta de un líder y un escolta. Esta flexible formación permitía a los pilotos mantener una gran consciencia de la situación, y las dos Rotten podían separarse en todo momento y atacar por su cuenta. La finger-four sería ampliamente adoptada como una formación táctica fundamental en el transcurso de la Segunda Guerra Mundial.

### Segunda Guerra Mundial (1939-1945)

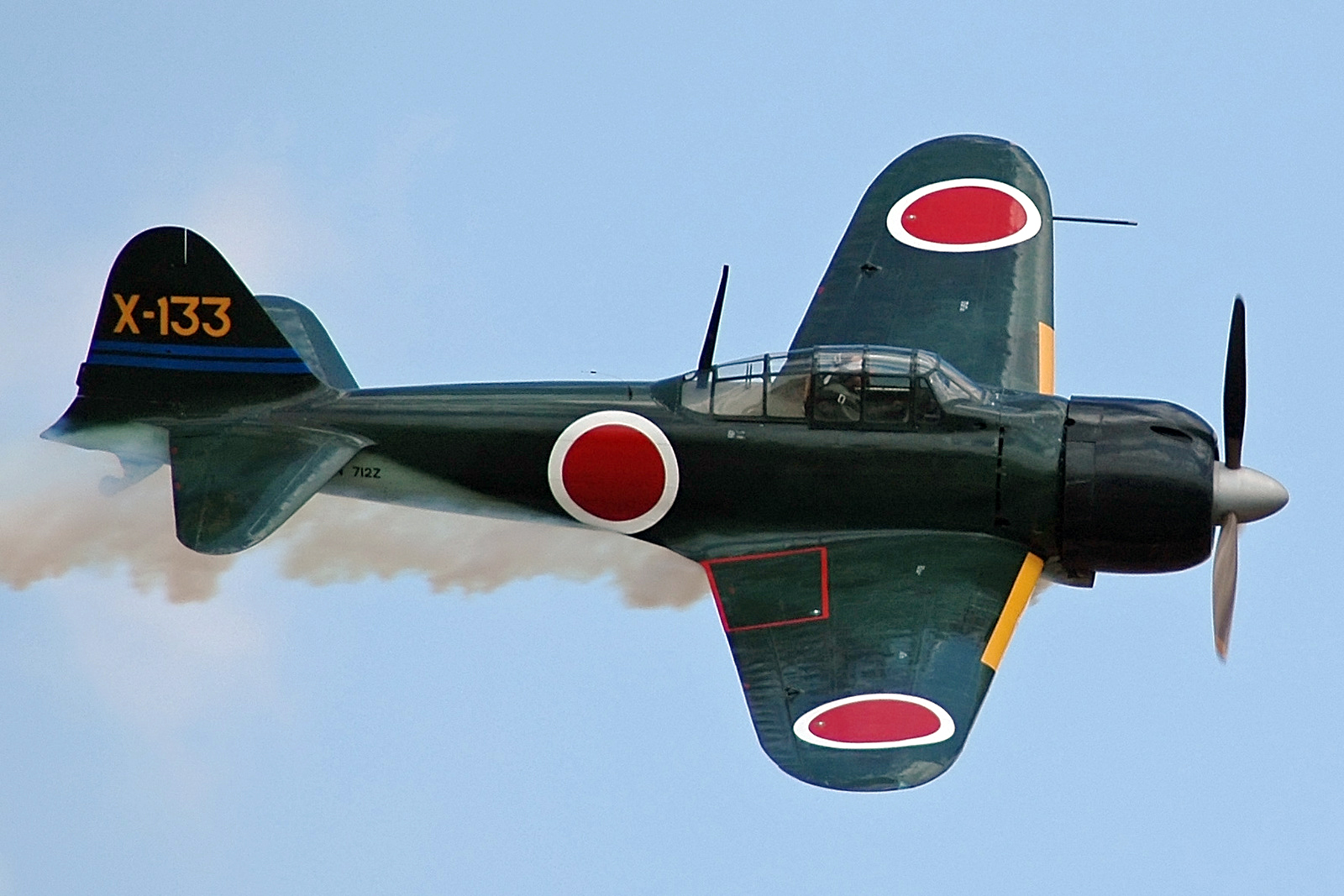
El Mitsubishi A6M Zero, ejemplo de caza altamente maniobrable pero de escaso blindaje.

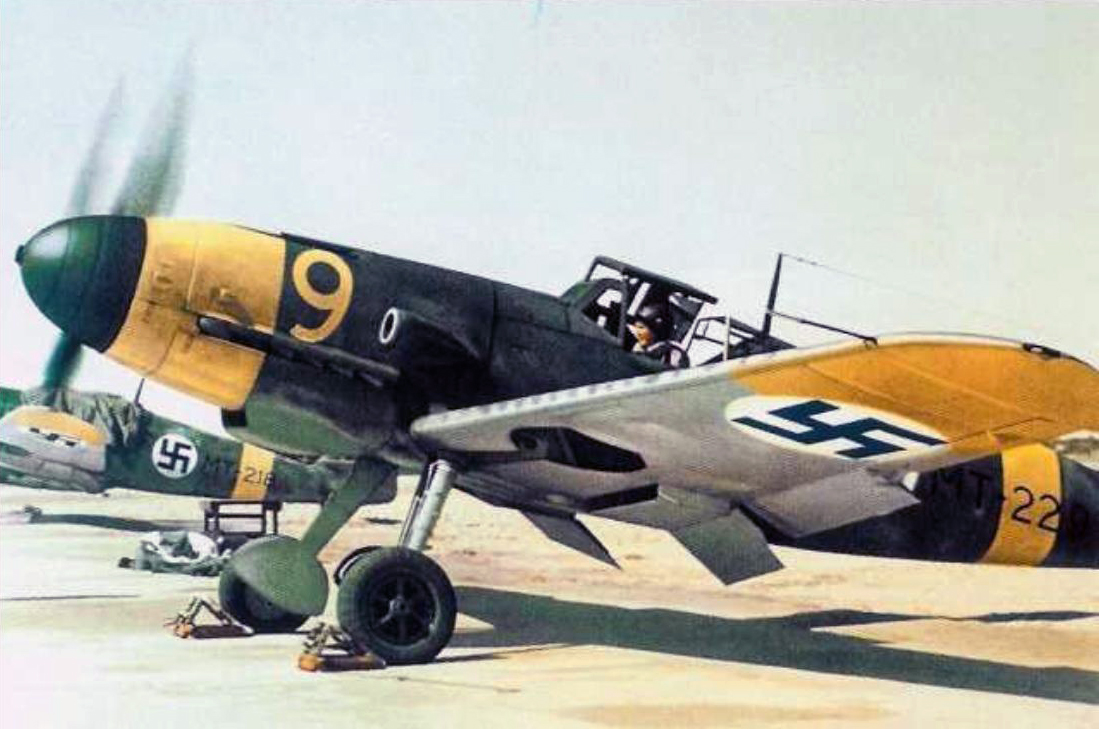
Messerschmitt Bf 109G-2 en servicio con la Fuerza Aérea Finlandesa en 1943.

El combate aéreo formó una parte importante de la doctrina militar de la Segunda Guerra Mundial. La capacidad de los aviones para localizar, hostigar y atacar fuerzas terrestres jugó un papel decisivo en la doctrina alemana de armas combinadas, y su incapacidad para lograr la superioridad aérea sobre Gran Bretaña hizo inviable la invasión alemana de la isla. El Mariscal de Campo alemán Erwin Rommel apuntó sobre el efecto del poder aéreo: «Cualquier persona que tenga que luchar, incluso con las armas más modernas, contra un enemigo que tiene el dominio completo en el aire, lucha igual que un salvaje contra tropas europeas modernas, en virtud de las mismas desventajas y con las mismas oportunidades de éxito.»
Durante los años 1930, comenzaron a surgir dos corrientes de pensamiento distintas acerca del combate aire-aire, que dieron como resultado dos enfoques diferentes para el desarrollo de cazas monoplanos. En Japón e Italia especialmente, seguía habiendo un fuerte pensamiento de que los cazas monoplazas altamente maniobrables y ligeramente armados seguirían desempeñando un papel primordial en el combate aire-aire. Aviones como los Nakajima Ki-27, Nakajima Ki-43 Hayabusa y Mitsubishi A6M "Zero" en Japón, y los Fiat G.50 Freccia y Macchi M.C.200 Saetta en Italia resumen una generación de monoplanos diseñados para este concepto.
La otra corriente de pensamiento, que surgió principalmente en el Reino Unido, Alemania, la Unión Soviética y Estados Unidos, fue la convicción de que las altas velocidades de los aviones de combate modernos y las fuerzas G impuestas por el combate aéreo significaban que los combates aéreos cerrados o dogfights en el sentido clásico de la Primera Guerra Mundial serían imposibles. Cazas como el Messerschmitt Bf 109 alemán, el Supermarine Spitfire británico, el Yakovlev Yak-1 soviético y el Curtiss P-40 Warhawk estadounidense fueron todos diseñados para velocidades de alto nivel y un buen régimen de ascenso. Que tuvieran una buena maniobrabilidad era conveniente, pero no era el objetivo principal.
La batalla de Jaljin Gol de 1939 entre soviéticos y japoneses (11 de mayo-31 de agosto de 1939), y la subsiguiente invasión alemana de Polonia el día siguiente, fueron demasiado breves, no proporcionaron mucha información a los participantes para una mayor evolución de sus respectivas doctrinas de caza. Durante la Guerra de Invierno, la Fuerza Aérea Finlandesa con superioridad numérica, que había adoptado la formación alemana de cuatro aviones en V asimétrica o finger-four, machacó a la Fuerza Aérea Soviética, que se basó en la táctica menos eficaz de tres aviones en formación en delta.

#### Innovaciones tecnológicas

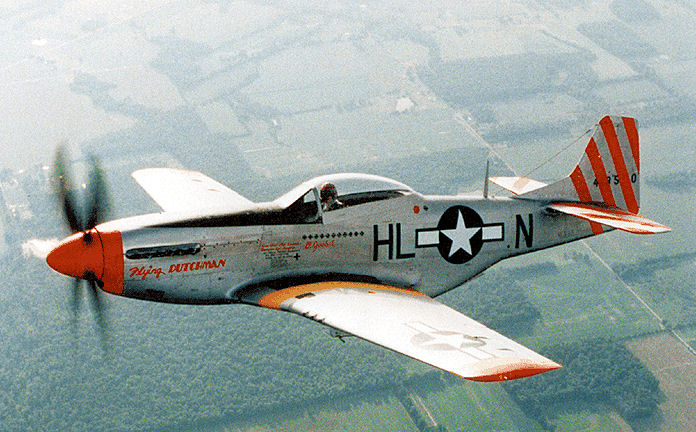
North American P-51 Mustang, uno de los cazas de pistón más avanzados de la guerra, utilizados tanto en Europa como en la guerra del Pacífico por las Fuerzas Aéreas del Ejército de los Estados Unidos.

Durante la guerra se incrementó bastante la potencia de los motores de pistones. Por ejemplo, el Curtiss P-36 Hawk introducido en la preguerra tenía un motor radial de 900 HP (670 kW) pero pronto fue rediseñado como P-40 Warhawk con un motor en línea de 1.100 HP (820 kW). En 1943, el más reciente P-40N tenía un motor Allison de 1.300 HP (970 kW). Hacia el final de la guerra, el interceptor alemán Focke-Wulf Ta 152 podía lograr 2.050 HP (1.530 kW) con un solo motor y un sobrealimentador de MW-50 (inyección de metanol-agua); el North American P-51H Mustang estadounidense equipado con el motor Packard V-1650-9 podía llegar a los 2218 HP (1650 kW) en potencia de emergencia. El Spitfire Mk I de 1939 estaba motorizado con un Rolls-Royce Merlin II de 1030 HP (770 kW); su sucesor de 1945, el Spitfire F.Mk 21, estaba equipado con el Rolls-Royce Griffon 61 de 2035 HP (1.520 kW). De igual forma, durante el mismo período de tiempo los motores radiales preferidos para muchos cazas también pasaron de tener como mucho 1.100 HP (820 kW) a los 2.090 HP (1.560 kW) que, por ejemplo, tenía el motor Pratt & Whitney R-2800.
Los primeros diseños de cazas propulsados por turborreactores entraron en estado operacional en 1944, y superaron claramente a sus homólogos con motores de pistones. Los nuevos diseños, como el Messerschmitt Me 262 y el Gloster Meteor, demostraron la efectividad del nuevo sistema de propulsión. (Los interceptores propulsados por cohete —principalmente el Messerschmitt Me 163— aparecieron al mismo tiempo, pero resultaron ser menos efectivos.) Muchos de esos cazas podían pasar de superar los 660 km/h en vuelo horizontal, y eran lo suficientemente rápidos en picado para acercarse al vuelo transónico y comenzaron a encontrarse cerca de la velocidad del sonido; las turbulencias provocadas en ocasiones causaban la rotura de los reactores en vuelo debido a la pesada carga que sufrían los aviones cerca de la llamada "barrera del sonido". Se le añadieron frenos de picado a los cazas de reacción de finales de la Segunda Guerra Mundial para minimizar esos problemas y restablecer el control a los pilotos de combate.

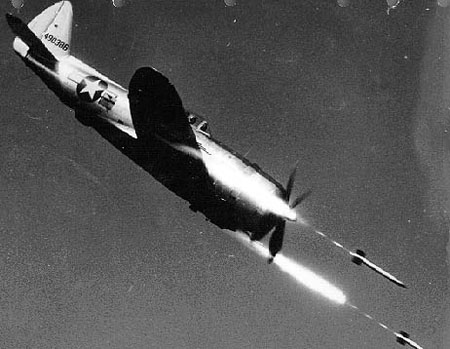
Cazabombardero Republic P-47 Thunderbolt lanzando cohetes.

La incorporación de armamento más potente se convirtió en una prioridad al principio de la guerra, una vez que se hizo evidente que los nuevos cazas monoplanos con recubrimientos reforzados no podían ser derribados fácilmente con ametralladoras con calibre de fusil. Las experiencias de los alemanes en la guerra civil española les llevó a colocar cañones de 20 mm en sus cazas. Los británicos pronto siguieron la adaptación, añadiendo cañones en las alas de sus cazas Hurricane y Spitfire. Los estadounidenses, al carecer de un diseño de cañón propio, en su lugar optaron por colocar múltiples ametralladoras de 12,7 mm (.50) en sus cazas. La cantidad y potencia del armamento continuaron aumentando en el transcurso de la guerra, por ejemplo el Me 262 de reacción alemán tenía cuatro cañones de 30 mm en el morro. Los cañones disparaban proyectiles explosivos y podían abrir boquetes en el avión enemigo directamente en lugar de confiar en que la energía cinética de una bala sólida dañara un subsistema crítico (conductos de combustible, sistemas hidráulicos, cables de control, etc.) o elimine al piloto. Hubo un debate entre la alta cadencia de tiro de las ametralladoras contra los más lentos, pero más devastadores, cañones automáticos.
Con la creciente necesidad de apoyo aéreo cercano en el campo de batalla, los cazas eran equipados con soportes para bombas y cada vez más usados como cazabombarderos. Algunos diseños, como el Focke-Wulf Fw 190 alemán —a pesar de que el diseñador Kurt Tank lo había creado como un interceptor puro— o el Republic P-47 Thunderbolt demostraron ser extremadamente capaces en esa función. Mientras portaban armamento aire-superficie, como bombas y cohetes bajo sus alas, la maniobrabilidad de los cazas se reducía debido a la menor sustentación y mayor resistencia aerodinámica, pero una vez la carga bélica era liberada el avión ya volvía a ser de nuevo un caza totalmente capaz. Por su capacidad polivalente, los cazabombarderos ofrecían al personal de mando la libertad de asignar un grupo aéreo a la superioridad aérea o a misiones de ataque a tierra según fuera requerido.
Los rápidos avances en la tecnología del radar, que había sido inventado poco antes de que comenzara la Segunda Guerra Mundial, hicieron posible su instalación en algunos cazas, como el Messerschmitt Bf 110 alemán, los Bristol Beaufighter y de Havilland DH.98 Mosquito británicos y el Northrop P-61 Black Widow estadounidense, para permitirles localizar objetivos por la noche. Los británicos, que habían creado los primeros cazas nocturnos equipados con radar entre 1940 y 1941, perdieron su ventaja técnica con la Luftwaffe. Los alemanes desarrollaron varios tipos de cazas nocturnos (Heinkel He 219 Uhu, Focke-Wulf Ta 154 Moskito), ya que estaban bajo el constante bombardeo nocturno del Mando de Bombardeo de la RAF. Como los radares de la época eran bastante primitivos y difíciles de utilizar, en vez de en caza monoplazas, normalmente se empleaban en aviones más grandes de dos o tres plazas con tripulantes especializados en el manejo del radar.

### Periodo posterior a la Segunda Guerra Mundial

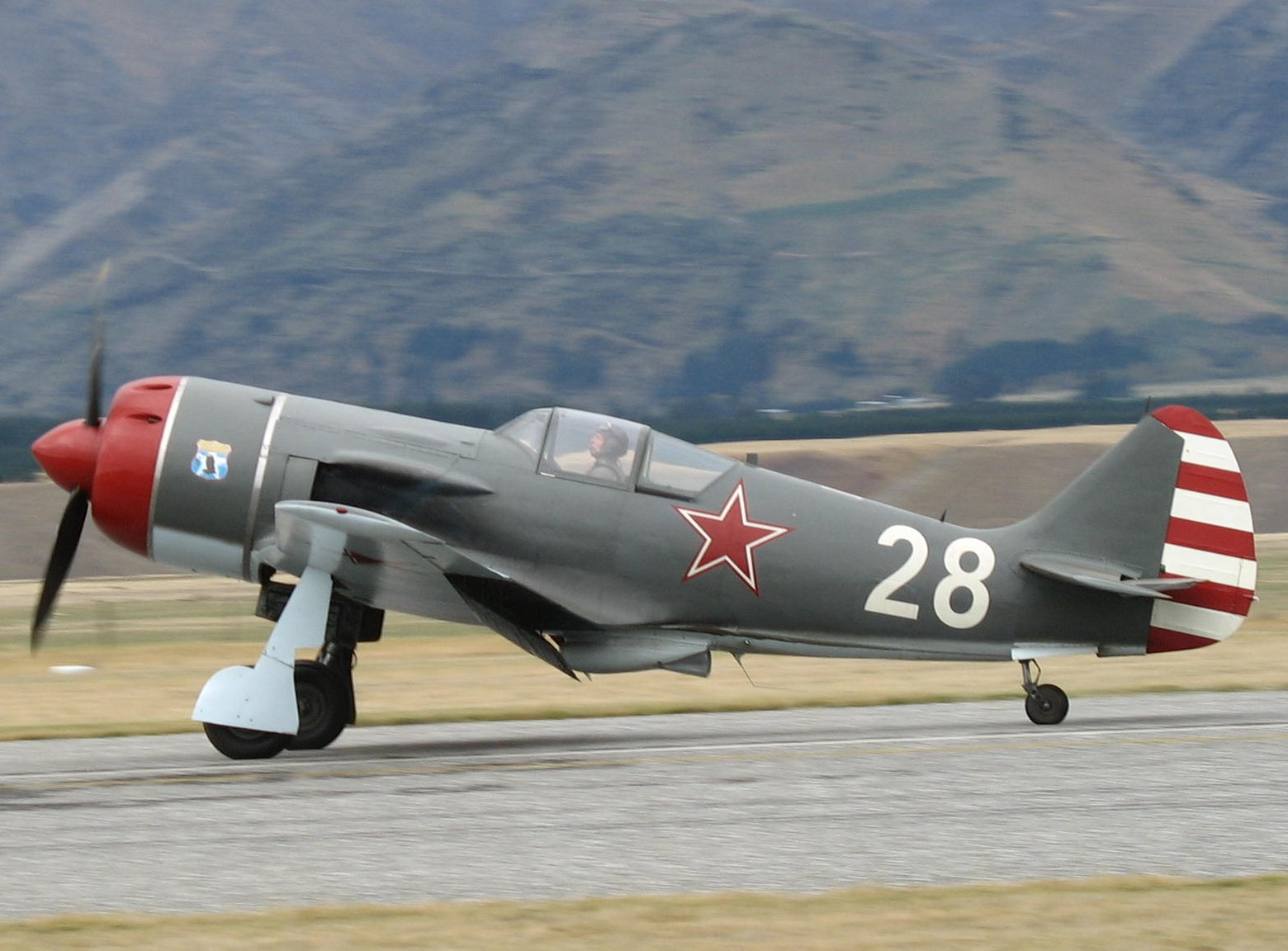
Lavochkin La-9 'Fritz'.

Varios de los programas de cazas comenzados a principios de 1945 fueron continuados después del fin de la guerra y dieron lugar a avanzados cazas con motores de pistones que entraron en producción y servicio en 1946. Un ejemplo típico es el Lavochkin La-9 'Fritz' soviético, que fue una evolución del exitoso caza de guerra Lavochkin La-7 'Fin'. Trabajando con una serie de prototipos (los La-120, La-126 y La-130), la oficina de diseño Lavochkin buscaba reemplazar la estructura de madera del La-7 por una de metal, también incorporar alas de flujo laminar para mejorar el rendimiento en maniobrabilidad, e incrementar el armamento. El La-9 entró en servicio en agosto de 1946 y fue producido hasta 1948; también sirvió como base para el desarrollo de un caza de escolta de largo alcance, el La-11 'Fang', del que fueron fabricados cerca de 1200 ejemplares entre 1947 y 1951.

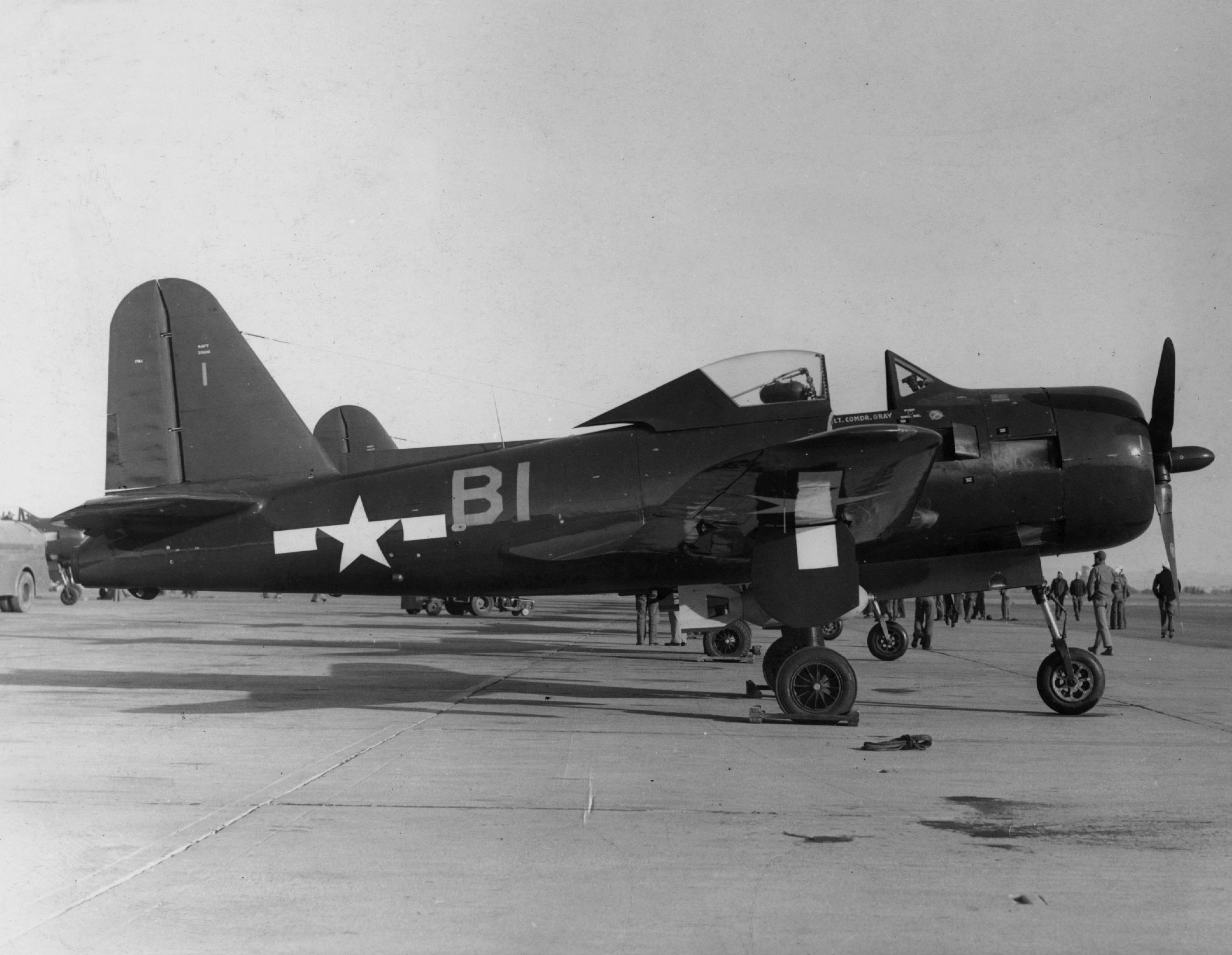
Un Ryan FR-1 Fireball, 1945.

En el transcurso de la guerra de Corea, sin embargo, se hizo evidente que la era de los cazas con motores de pistones estaba llegando a su fin y que el futuro se encontraba en los cazas de reacción.
Este período también fue testigo de la experimentación con aviones de pistones asistidos por motores de reacción. Entre los derivados del La-9 hubo ejemplares equipados bajo las alas con dos motores pulsorreactores auxiliares (el La-9RD) y de manera similar con un par de motores estatorreactores (el La-138); sin embargo, ninguno de ellos entró en servicio. Uno que entró en servicio —con la Armada de los Estados Unidos en marzo de 1945– fue el Ryan FR-1 Fireball, cuya producción fue detenida al llegar el final de la guerra con la victoria sobre Japón. Para entonces solo habían sido entregados 66 aparatos, y el modelo fue retirado de servicio ya en 1947. La USAAF había encargado los primeros 13 prototipos de preproducción del caza de propulsión mixta turbohélice-turborreactor Consolidated Vultee XP-81 Silver Bullet, pero este programa también fue cancelado con el fin de la guerra, cuando se había completado un 80% del trabajo de ingeniería.

## Cazas con motores cohete

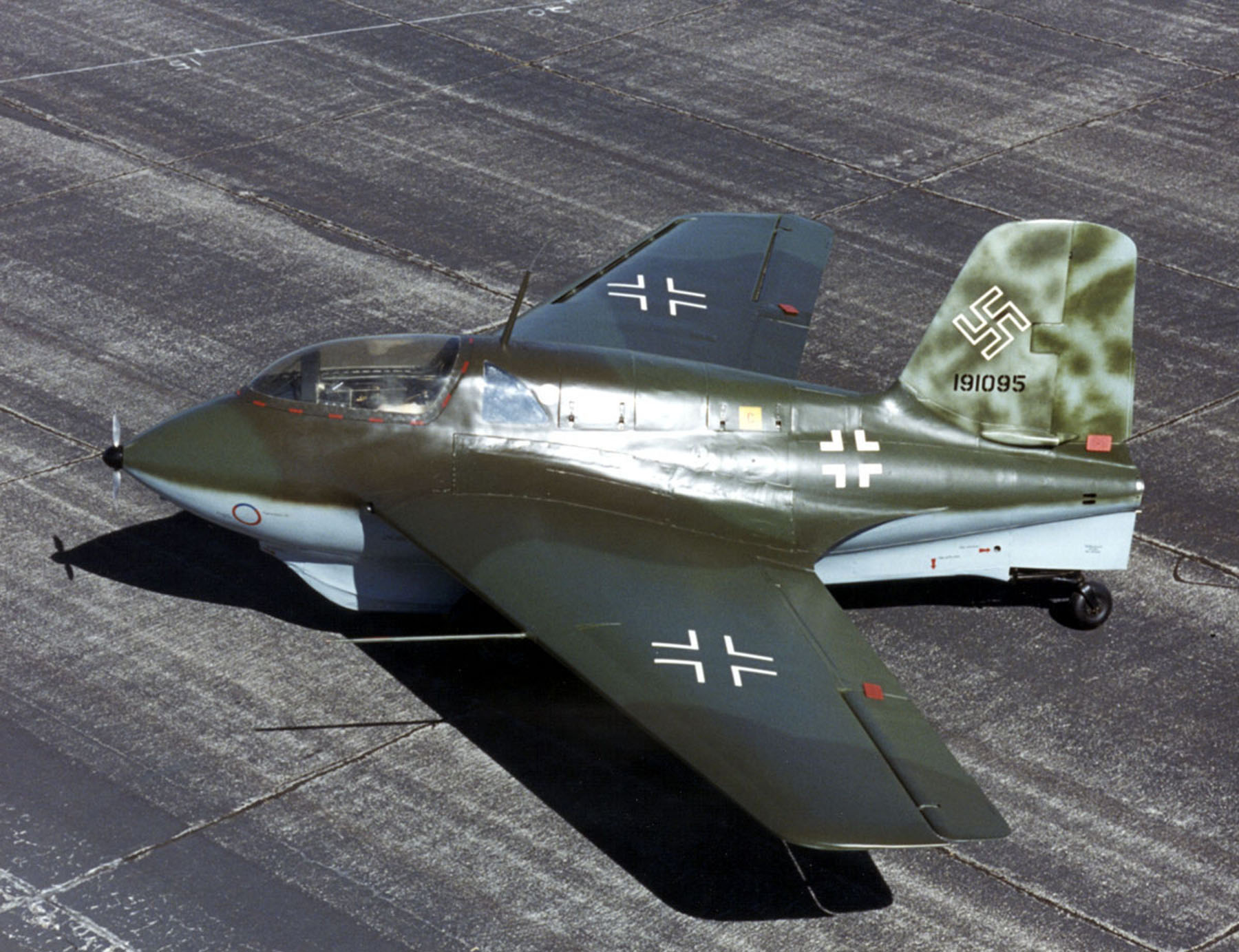
El Messerschmitt Me 163 fue el avión más veloz de la Segunda Guerra Mundial y el único caza propulsado por cohete producido en masa.

El primer avión cohete fue el alemán Lippisch Ente, que realizó con éxito un primer vuelo en marzo de 1928. El único avión cohete puro que llegó a ser producido en masa fue el Messerschmitt Me 163 en 1944, uno de los muchos proyectos alemanes destinados a desarrollar aviones propulsados por cohete durante la Segunda Guerra Mundial. Algunas variantes del Me 262 (los C-1a y C-2b) también fueron equipados con propulsores cohete, pero no fueron fabricados en masa con esas modificaciones.
La Unión Soviética experimentó con un interceptor propulsado por cohete en los años inmediatamente posteriores a la Segunda Guerra Mundial, el Mikoyan-Gurevich I-270, pero solo se llegaron a producir dos unidades.

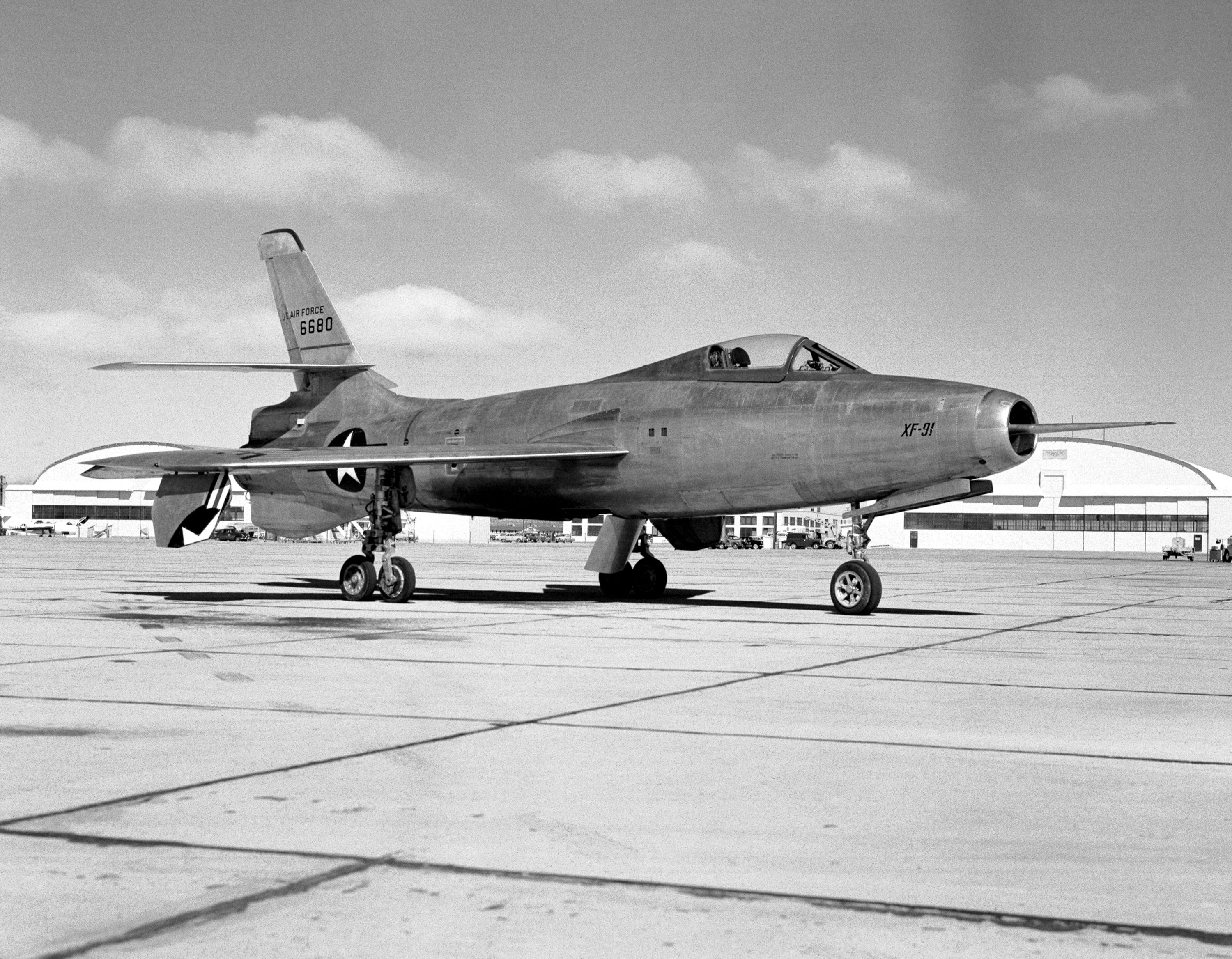
Republic XF-91 Thunderceptor, prototipo de propulsión mixta.

En los años 1950, los británicos crearon diseños de interceptores de propulsión mixta empleando tanto motores de cohete como de reacción para cubrir la interrupción de rendimiento que existía en los diseños turborreactores de la época. El cohete era el motor principal para lograr la velocidad y altitud requerida para la intercepción a alta velocidad de bombarderos de gran altitud, y el turborreactor proporcionaba una mejor economía de combustible en otras etapas del vuelo, principalmente para asegurar que la aeronave pudiera realizar un buen aterrizaje convencional en lugar de un arriesgado e impredecible regreso planeando como hacía el Me 163. El Saunders-Roe SR.53 fue un diseño exitoso y estaba planeado para entrar en producción cuando la economía forzó el recorte de la mayoría de los programas aeronáuticos británicos a finales de los años 1950. Además, las rápidos avances en la tecnología de motores de reacción habían dejado obsoletos los diseños de aviones de propulsión mixta como los SR.53 y SR.177 de Saunders-Roe. El Republic XF-91 Thunderceptor estadounidense —que fue el primer caza de Estados Unidos en superar la velocidad de Mach 1 en vuelo horizontal— tuvo un destino similar por la misma razón. A partir de entonces ya no se volvieron a desarrollar diseños de cazas de propulsión híbrida motor de reacción-cohete. La única implementación operacional de propulsión mixta fue el despegue asistido por cohetes (RATO), un sistema utilizado en aviones pesados pero raramente usado en los cazas.

## Cazas con motores de reacción
El final de la Segunda Guerra Mundial trajo una revolución en los aviones y fue el turborreactor el que eliminó la hélice de los aviones de caza, abriendo una nueva época de estudios en cuanto a superficies de control, sistemas de puntería y armas de ataque.
En la comunidad de la aviación se ha hecho común clasificar los aviones de combate por "generaciones" con fines históricos. No hay definiciones oficiales de estas generaciones; más bien, representan la noción en la que hay etapas en el desarrollo de enfoques de diseño, capacidades de rendimiento y evolución tecnológica de los cazas.
Los períodos de tiempo asociados a cada generación son inexactos y solo son indicativos del período durante el cual el empleo de su tecnología y sus filosofías de diseño han disfrutado de una influencia preponderante en el diseño y desarrollo de cazas. Estos períodos también abarcan la etapa de máxima actividad en servicio de cada generación.

### Primera generación (mediados de los 1940 - mediados de los 1950)

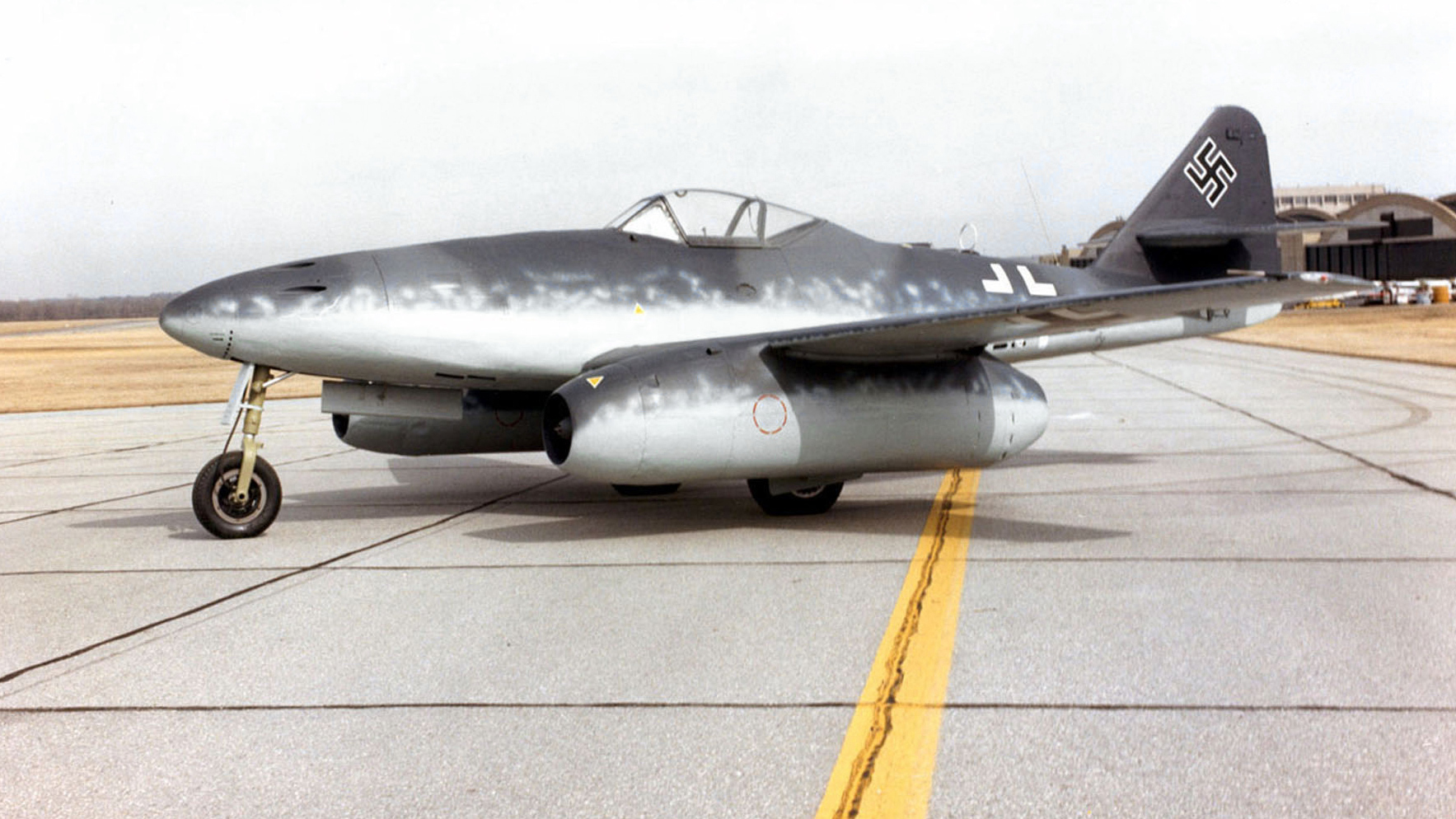
Messerschmitt Me 262A, primer caza a reacción de la historia.

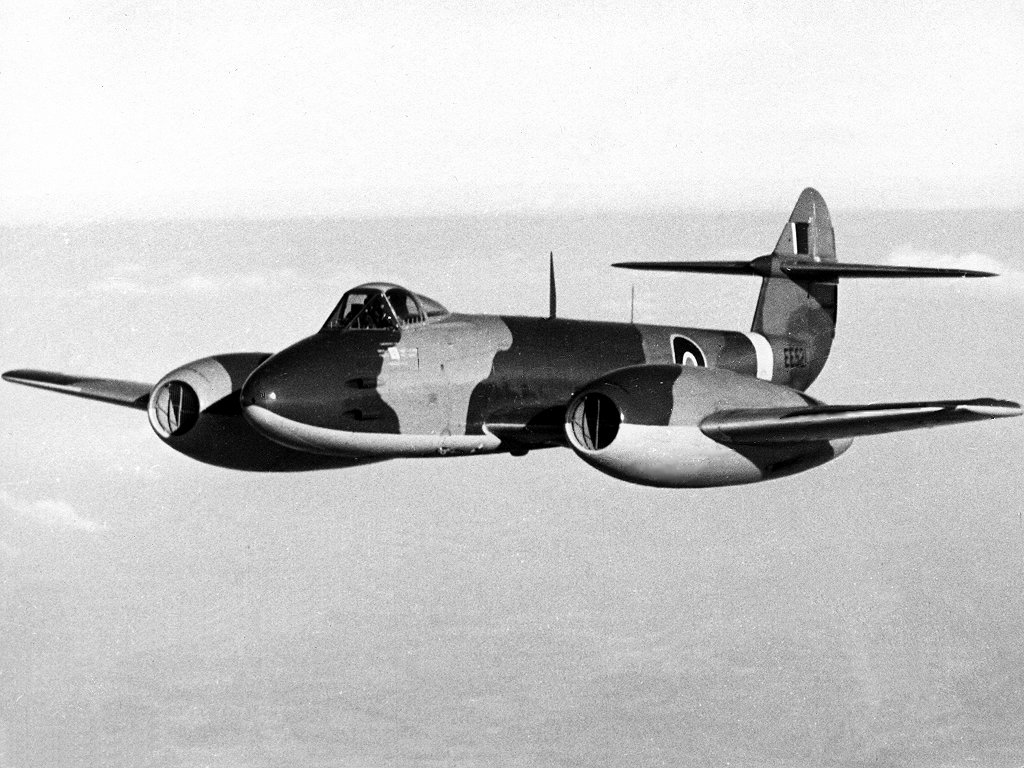
Gloster Meteor de la Royal Air Force.

La Primera generación de cazas de reacción comprende los diseños iniciales de aparatos subsónicos introducidos a finales de la Segunda Guerra Mundial y a principios del período de posguerra. Difieren ligeramente en apariencia de sus homólogos con motor de explosión, y muchos emplearon alas rectas. Los cañones continuaron siendo su armamento principal. El ímpetu por el desarrollo de aviones propulsados por turborreactores buscaba obtener una ventaja decisiva en cuanto a velocidad máxima. Las velocidades máximas de los cazas aumentaron de manera constante a lo largo de la Segunda Guerra Mundial a medida que se desarrollaban motores de pistones más potentes, y habían comenzado a aproximarse al régimen de vuelo transónico donde la eficiencia de las hélices movidas por motores de pistones cae considerablemente.
Los primeros reactores fueron desarrollados durante la Segunda Guerra Mundial y entraron en combate en los dos últimos años de la guerra. El fabricante alemán Messerschmitt desarrolló el primer caza de reacción operacional, el Me 262. Este era considerablemente más veloz que los aviones contemporáneos propulsados por motores de pistones, y en manos de un piloto competente, era bastante difícil de derrotar por los pilotos aliados. El diseño nunca fue desplegado en un número suficiente como para parar la campaña aérea aliada, y la combinación de diversos factores como la escasez de combustible, las pérdidas de pilotos, y las dificultades técnicas con los motores mantuvieron un bajo número de salidas. Sin embargo, el Me 262 acusó la obsolescencia de los aviones de pistones. Estimulado por los informes sobre los nuevos cazas alemanes, el Gloster Meteor británico entró en producción poco después y los dos entraron en servicio prácticamente al mismo tiempo en 1944. Los Meteor normalmente fueron usados para interceptar las bombas voladoras V-1, ya que eran más rápidos que los cazas con motor de explosión disponibles. Hacia el final de la guerra ya casi se había parado de trabajar sobre cazas de pistones. Durante un breve tiempo hubo unos pocos diseños que combinaron motores de pistones y reactores, como el Ryan FR-1 Fireball, pero a finales de los años 1940 virtualmente todos los nuevos aviones de combate eran de reacción.

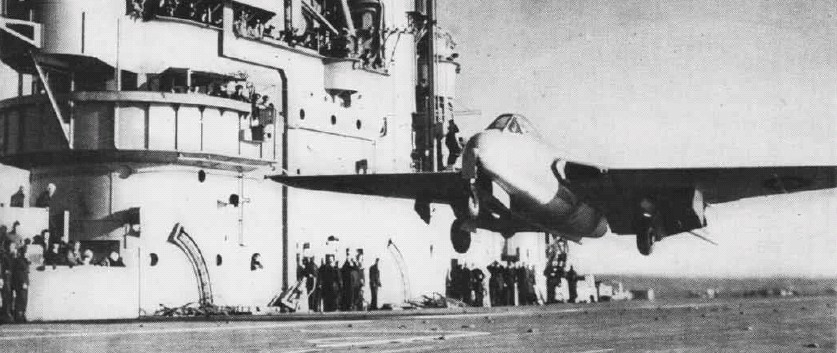
Un de Havilland Sea Vampire Mk.10 despegando desde el HMS Ocean (R68) de la Royal Navy el 3 de diciembre de 1945, el primer despegue y apontaje de un caza de reacción en un portaaviones.

A pesar de sus ventajas, los primeros cazas de reacción estaban lejos de ser perfectos, particularmente en los primeros años de la generación. Sus periodos de vida podía ser medido fundamentalmente en horas; los motores en sí mismos eran frágiles y voluminosos, y la potencia solo podía ser ajustada despacio. Debido a esto, se mantuvieron muchos escuadrones de cazas propulsados por motores de pistones hasta principios y mediados de los años 1950, incluso en las fuerzas aéreas de las principales potencias (aunque los modelos mantenidos eran los mejores diseños de la Segunda Guerra Mundial). En este periodo fueron introducidas varias innovaciones, entre las que se incluyen los asientos eyectables y los estabilizadores horizontales de cola completamente móviles.
Los estadounidenses fueron unos de los primeros en comenzar a usar los cazas de reacción en la posguerra. El Lockheed P-80 Shooting Star (posteriormente llamado F-80) de alas rectas era menos elegante que el Me 262 de alas en flecha, pero tenía una velocidad de crucero (660 km/h) tan alta como la máxima en combate de muchos cazas de pistones. Los británicos diseñaron varios cazas nuevos, incluyendo el representativo de Havilland Vampire que fue vendido a las fuerzas aéreas de muchas naciones.
Irónicamente, los británicos transfirieron la tecnología del motor de reacción Rolls-Royce Nene a los soviéticos, quienes pronto la emplearon en sus avanzados cazas Mikoyan-Gurevich MiG-15, que fueron los primeros en introducir las alas en flecha en combate, una innovación que ya había sido propuesta antes por los investigadores alemanes y que permitía volar mucho más cerca de la velocidad del sonido que los diseños con alas rectas como el F-80. La velocidad máxima del MiG-15 de 1.075 km/h dejó impresionados a los pilotos de caza estadounidenses que se los encontraron en la guerra de Corea, junto con su armamento de dos cañones de 23 mm y otro de 37 mm frente a las ametralladoras de los cazas F-80. Sin embargo, en el primer combate aéreo cerrado entre cazas de reacción de la historia, que ocurrió el 8 de noviembre de 1950 durante la guerra de Corea, un F-80 (como había sido renombrado el P-80) interceptó dos MiG-15 norcoreanos cerca de Yalu River y los derribó.

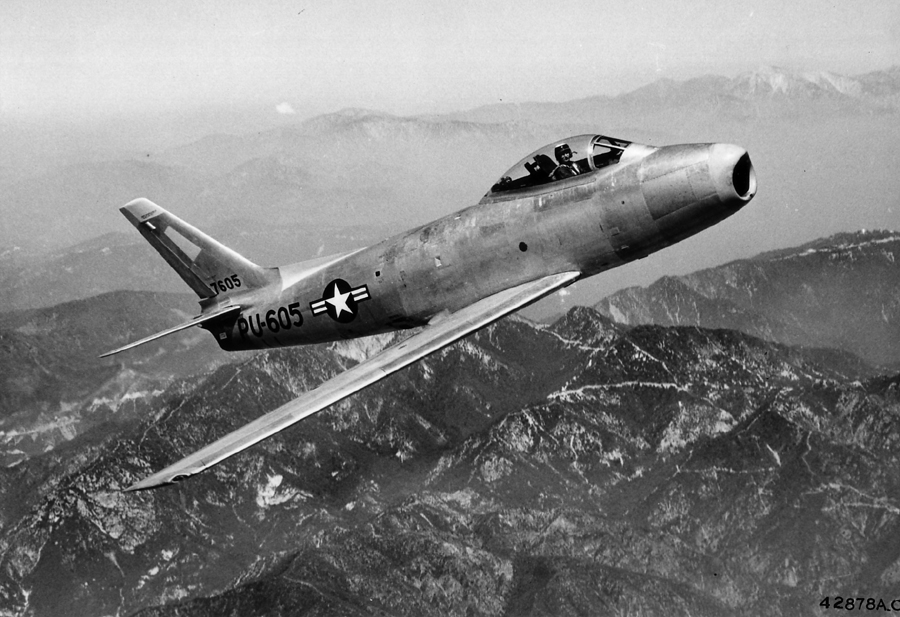
F-86 Sabre, caza a reacción utilizado por la Fuerza Aérea de los Estados Unidos durante la guerra de Corea contra los MiG-15 de Corea del Norte y China, muchas veces tripulados en secreto por pilotos soviéticos.

Los estadounidenses respondieron apresurándose a desplegar sus escuadrones de cazas de ala en flecha F-86 Sabre para combatir contra los MiG, que tenían un rendimiento transónico similar. Los dos aviones tenían diferentes puntos fuertes, pero eran tan similares que solo la superioridad tecnológica en el uso del radar para los sistemas de puntería y las habilidades de los veteranos pilotos de la Fuerza Aérea Estadounidense les permitieron prevalecer. Las marinas con portaaviones también realizaron la transición a los cazas de reacción durante este periodo, a pesar de que estos nuevos aviones necesitaban lanzamiento con catapulta para despegar desde los portaaviones. En primer caza de reacción de la Marina Real Británica fue el de Havilland Sea Vampire. La Armada de los Estados Unidos adoptó el Grumman F9F Panther como su principal caza de reacción en el periodo de la guerra de Corea, este fue uno de los primeros cazas de reacción en emplear un postquemador. El radar era usado en cazas nocturnos especializados como el Douglas F3D Skyknight, que también derribaron cazas MiG sobre Corea, y posteriormente fue equipado en el McDonnell F2H Banshee y los Chance Vought F7U Cutlass y McDonnell F3H Demon de ala en flecha como cazas nocturnos / todo tiempo. Las primeras versiones de los misiles aire-aire guiados por infrarrojos como el AIM-9 Sidewinder y los misiles guiados por radar como el AIM-7 Sparrow que serían desarrollados posteriormente fueron introducidos por primera vez en los cazas navales Demon y Cutlass.

### Segunda generación (mediados de los 1950 - principios de los 1960)
El desarrollo de la segunda generación de cazas se llevó a cabo por los adelantos tecnológicos, las lecciones aprendidas en las batallas aéreas de la guerra de Corea, y un enfoque en conducir las operaciones militares hacia un entorno de guerra nuclear. Los avances tecnológicos en aerodinámica, propulsores y materiales de construcción aeroespacial (principalmente las aleaciones de aluminio) permitieron a los diseñadores experimentar con innovaciones aeronáuticas, como las alas en forma de flecha, las alas en delta, y fuselajes de acuerdo con la regla del área. El uso generalizado de motores turborreactores con postcombustión hizo posible que esos primeros aviones producidos de nueva generación rompieran la barrera del sonido, y que la capacidad de mantener velocidades supersónicas en vuelo horizontal pasara a ser una habilidad común entre los cazas de esta generación.

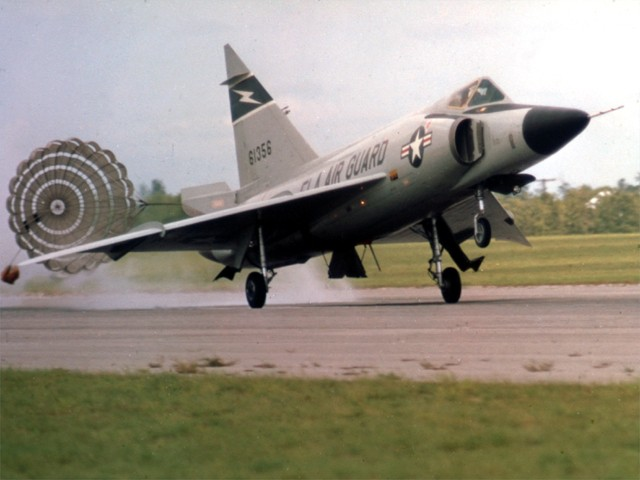
Convair F-102 Delta Dagger, interceptor.

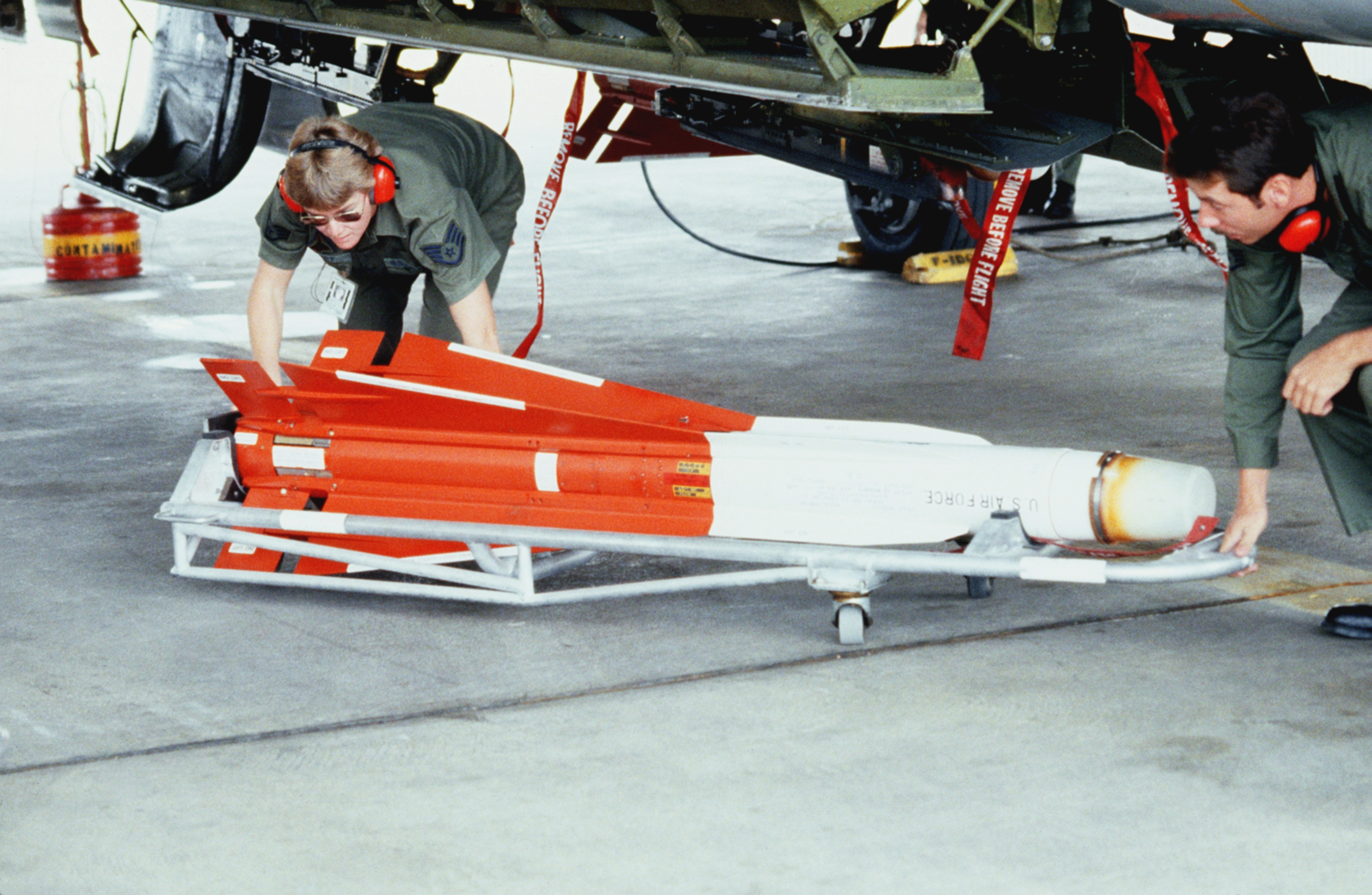
Misil aire-aire guiado por infrarrojos AIM-4 Falcon de un caza F-106 Delta Dart.

Los diseños de cazas de esta época también aprovecharon los avances en tecnología electrónica adoptando radares eficaces de tamaño suficientemente reducido como para ser llevados a bordo de pequeños aviones. Los radares de a bordo permitieron la detección de aeronaves enemigas más allá del alcance visual, mejorando de este modo el manejo de objetivos de los radares terrestres de alerta y rastreo con mayor alcance. De manera similar, con los avances en el desarrollo de misiles llegaron los misiles aire-aire para empezar a complementar al cañón como principal arma ofensiva por primera vez en la historia de los cazas. Durante este período, los misiles guiados por infrarrojos de rastreo pasivo se hicieron habituales, pero los primeros sensores infrarrojos tenían poca sensibilidad y un campo de visión muy reducido (normalmente inferior a 30°), lo cual limitaba su uso efectivo solo a una posición cercana de persecución (detrás del avión enemigo). Asimismo, se introdujeron misiles guiados por radar, pero los primeros ejemplares demostraron ser poco fiables. Estos misiles de búsqueda semiactiva (SARH) podían rastrear e interceptar un avión enemigo "pintado" por el radar a bordo del avión que lanzaba el misil. Los misiles aire-aire guiados por radar de medio y largo alcance prometían abrir una nueva dimensión de combates más allá del alcance visual (BVR), por lo que se puso un gran esfuerzo en el desarrollo de esta tecnología.

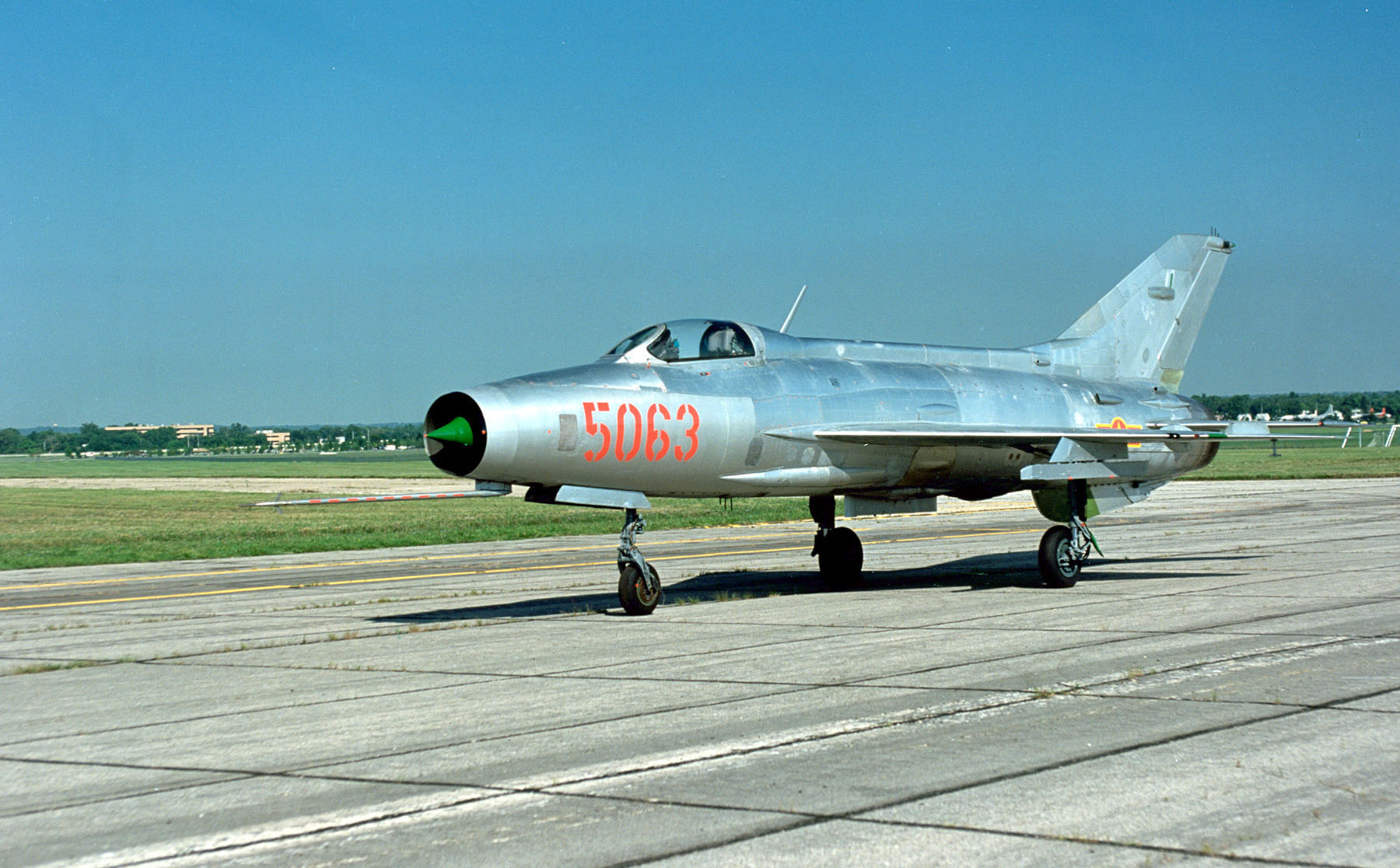
Mikoyan-Gurevich MiG-21F, interceptor, utilizado por la Fuerza Aérea Popular Vietnamita durante la guerra de Vietnam contra los bombarderos B-52 de la USAF.

La perspectiva de una posible tercera guerra mundial caracterizada por grandes ejércitos mecanizados y ataques con armas nucleares dio lugar a un grado de especialización en los aviones de combate hacia dos enfoques de diseño: interceptores (como el English Electric Lightning y el Mikoyan-Gurevich MiG-21F) y cazabombarderos (como el Republic F-105 Thunderchief y el Sujoi Su-7). Al combate aéreo cerrado o dogfight se le restó importancia en ambos casos. El interceptor de esta época tuvo su origen en la idea de que los misiles reemplazarían por completo a los cañones y el combate tendría lugar a distancias mayores del alcance visual. A consecuencia de esto, los interceptores fueron diseñados para portar una gran carga de misiles y un potente radar, sacrificando agilidad en favor de unas buenas prestaciones de velocidad, techo de vuelo y régimen de ascenso. Con una función principal de defensa aérea, se dio énfasis a la habilidad de interceptar bombarderos estratégicos que vuelan a grandes altitudes. Los interceptores especializados en defensa puntual solían tener un alance limitado y pocas, o nulas, capacidades de ataque a tierra. Los cazabombarderos podían alternar entre las misiones de superioridad aérea y ataque a tierra, y solían ser diseñados para hacer ataques a alta velocidad y baja altitud, y lanzar su carga bélica. Para mejorar la eficacia de las bombas de caída libre tradicionales se introdujeron los misiles aire-tierra guiados por televisión e infrarrojos, y algunos cazabombarderos también estaban preparados para lanzar bombas nucleares.

### Tercera generación (mediados de los 1960 - principios de los 1970)
La tercera generación presenció como continuaron madurando las innovaciones de la segunda generación, pero más marcadas por el énfasis renovado en la maniobrabilidad y en las capacidades de ataque a tierra tradicionales. Durante los años 1960, la creciente experiencia en combate con misiles aire-aire demostró que el combate aéreo solía terminar en combate aéreo cerrado o dogfight. Se comenzó a introducir aviónica analógica, reemplazando los antiguos instrumentos de vuelo. Entre las mejoras para mejorar el rendimiento aerodinámico de los cazas de tercera generación se incluían superficies de control como los planos delanteros o canards, aletas de borde de ataque (slats) móviles, y aletas (flaps) sopladas. Durante estos años se probaron multitud de tecnologías para realizar despegue y aterrizaje verticales/cortos (V/STOL), pero el método más exitoso fue el empuje vectorial aplicado al Harrier.
El aumento en la capacidad de combate aéreo se enfocó en la introducción de mejores misiles aire-aire, sistemas de radar y otra aviónica. Mientras los cañones continuaron siendo equipamiento estándar —excepto en los primeros modelos del F-4 Phantom II—, los misiles aire-aire se convirtieron en las principales armas de los cazas de superioridad aérea, estos aviones empleaban radares más sofisticados y misiles aire-aire guiados por radar de alcance medio para lograr una mayor distancia de acción, sin embargo, las probabilidades de derribo de los misiles guiados por radar resultaron ser inesperadamente bajas debido a su escasa fiabilidad y las mejoras en contramedidas electrónicas (ECM) para burlar los localizadores radar enemigos. Los misiles aire-aire guiados por infrarrojos vieron ampliado su campo de visión hasta los 45°, mejorando su facilidad de uso táctico. Sin embargo, los malos resultados en el combate aéreo cercano experimentados por los cazas estadounidenses en los cielos de Vietnam llevó a la Armada de los Estados Unidos a establecer su famosa escuela de combate aéreo TOPGUN para entrenar a los pilotos de cazas en maniobras de combate aéreo avanzadas, y en tácticas y técnicas de entrenamiento en combate aéreo disimilar (DACT).

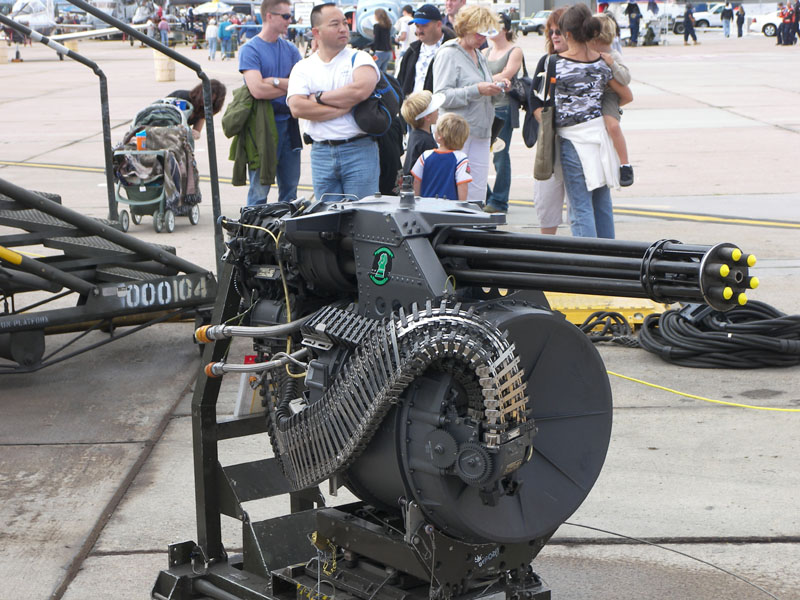
Cañón rotativo M61 Vulcan de 20 mm, equipado en los cazas estadounidenses desde los años 1960.

En esta era también se registró una expansión en las capacidades de ataque a tierra, principalmente en misiles, y se presenció la introducción de los primeros equipos de aviónica realmente efectivos para el ataque a tierra de precisión, incluyendo el sistemas de seguimiento del terreno. Los misiles aire-superficie equipados con buscadores de contraste electro-óptico (E-O) —como el modelo inicial del ampliamente utilizado AGM-65 Maverick— pasaron a ser armas estándar, y aparecieron las bombas guiadas por láser como un esfuerzo para mejorar las capacidades de ataque de precisión. El guiado de ese armamento guiado o bombas inteligentes era proporcionado por pods de búsqueda de objetivos montados externamente, que fueron introducidos a mediados de los años 1960.
También se llegó al desarrollo de nuevos cañones automáticos, principalmente los «cañones de cadena» o chain gun, que usan un motor eléctrico para mover el mecanismo de disparo y recarga. Esto permitió la introducción de armas individuales con varios cañones (como el M61 Vulcan) con mayor cadencia de fuego y precisión. La fiabilidad y eficiencia de los motores se incrementó y se redujo el humo emitido por los reactores para hacerlos menos visibles a largas distancias.

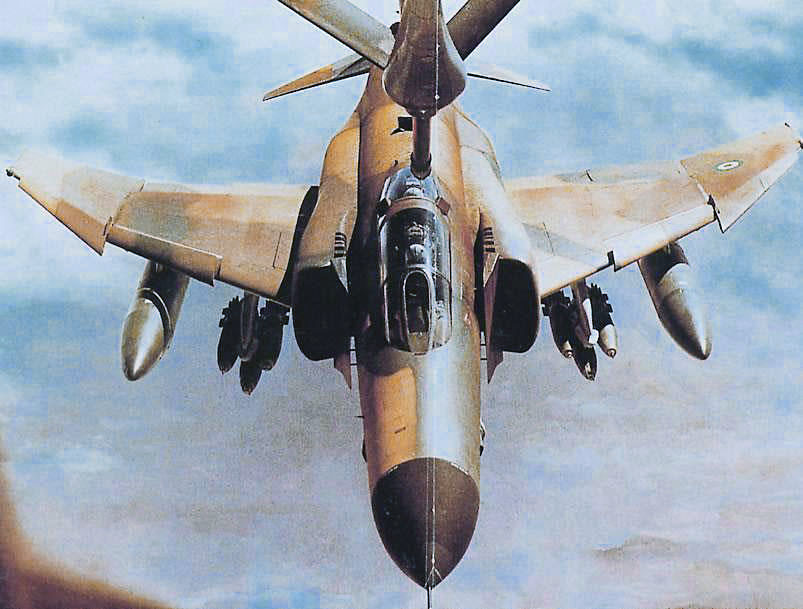
McDonnell Douglas F-4E Phantom II, utilizado por Estados Unidos en la guerra de Vietnam y por Israel en la guerra de Yom Kipur.

Los aviones de ataque puros (como el Grumman A-6 Intruder, el SEPECAT Jaguar y el LTV A-7 Corsair II) ofrecían un mayor alcance, sistemas para ataque nocturno más sofisticados o un menor coste que los cazas supersónicos. Con ala de geometría variable, el supersónico General Dynamics F-111 introdujo el motor Pratt & Whitney TF30, el primer turbofán equipado con postquemador. El ambicioso proyecto buscó crear un versátil caza común para muchas funciones y servicios. Podía servir como un bombardero todo tiempo, pero carecía del rendimiento necesario para derrotar a otros cazas. El McDonnell F-4 Phantom II fue diseñado en base al radar y los misiles como interceptor todo tiempo, pero surgió como un versátil cazabombardero suficientemente ágil como para prevalecer en el combate aéreo. A pesar de las numerosas deficiencias que no serían abordadas hasta la aparición de nuevos cazas, al Phantom se le atribuyen 280 derribos, más que ningún otro caza estadounidense sobre Vietnam. Con un alcance y capacidad de carga similares a los bombarderos de la Segunda Guerra Mundial como el B-24 Liberator, el Phantom se convertiría en un avión polivalente de gran éxito.

### Cuarta generación (1970 - actualidad)
Los cazas de cuarta generación continuaron la tendencia hacia configuraciones polivalentes, y fueron equipados con sistemas de armas y aviónica cada vez más sofisticados. El diseño de los cazas de esta generación fue significativamente influenciado por la teoría Energía-Maniobrabilidad (E-M) desarrollada por el coronel John Boyd y el matemático Thomas Christie, basada en la experiencia de combate de Boyd en la guerra de Corea y como instructor en tácticas de combate durante los años 1960. La teoría E-M hizo hincapié en el valor de mantener la energía específica de la aeronave como una ventaja en el combate entre cazas. Boyd percibió la maniobrabilidad como el medio principal de conseguir adelantarse al ciclo de la toma de decisiones de un adversario, un proceso al que Boyd llamó el "bucle OODA" ("Observación-Orientación-Decisión-Acción"). Este enfoque destacó los diseños de aviones que fueran capaces de realizar "rápidas transiciones" – cambios rápidos en velocidad, altitud, y dirección – en lugar de basarse solamente en la alta velocidad como virtud principal.
Las características E-M fueron aplicadas por primera vez al McDonnell Douglas F-15 Eagle, pero Boyd y sus partidarios creían que esos parámetros de rendimiento requerían un avión pequeño y ligero con alas más grandes y con mayor sustentación. El pequeño tamaño reduciría el arrastre e incrementaría la relación empuje a peso, mientras que las grandes alas reducirían la carga alar; aunque la carga alar reducida tiende a disminuir la velocidad máxima y reducir el alcance, incremente la capacidad de carga útil y la reducción de alcance puede ser compensada por el incremento de capacidad para combustible en las alas de mayor tamaño. Los esfuerzos de la "Fighter Mafia" de Boyd darían lugar al General Dynamics F-16 Fighting Falcon.
La maniobrabilidad del F-16 fue mejorada al ser diseñado para ser aerodinámicamente un poco inestable. Esta técnica, llamada "estabilidad estática relajada" (RSS), fue posible gracias a la introducción del sistema de control de vuelo (FLCS) "fly-by-wire" (FBW), que a su vez vino dada por los avances en ordenadores y técnicas de integración de sistemas. La aviónica analógica, necesaria para las operaciones FBW, se convirtió en un requisito fundamental y comenzó a ser reemplazada por sistemas de control de vuelo digitales en la segunda mitad de los años 1980. De igual forma, se introdujo con el turbofán Pratt & Whitney F100 el control digital de autoridad total del motor (FADEC) para gestionar electrónicamente el rendimiento del motor. La dependencia exclusiva de la electrónica y los cables eléctricos para transmitir órdenes de vuelo del F-16, en lugar de los controles conectados mecánicamente y cables habituales, le valió el sobrenombre de «el reactor eléctrico». Los FLCS electrónicos y el FADEC rápidamente se convirtieron en componentes esenciales en todos los posteriores diseños de cazas.

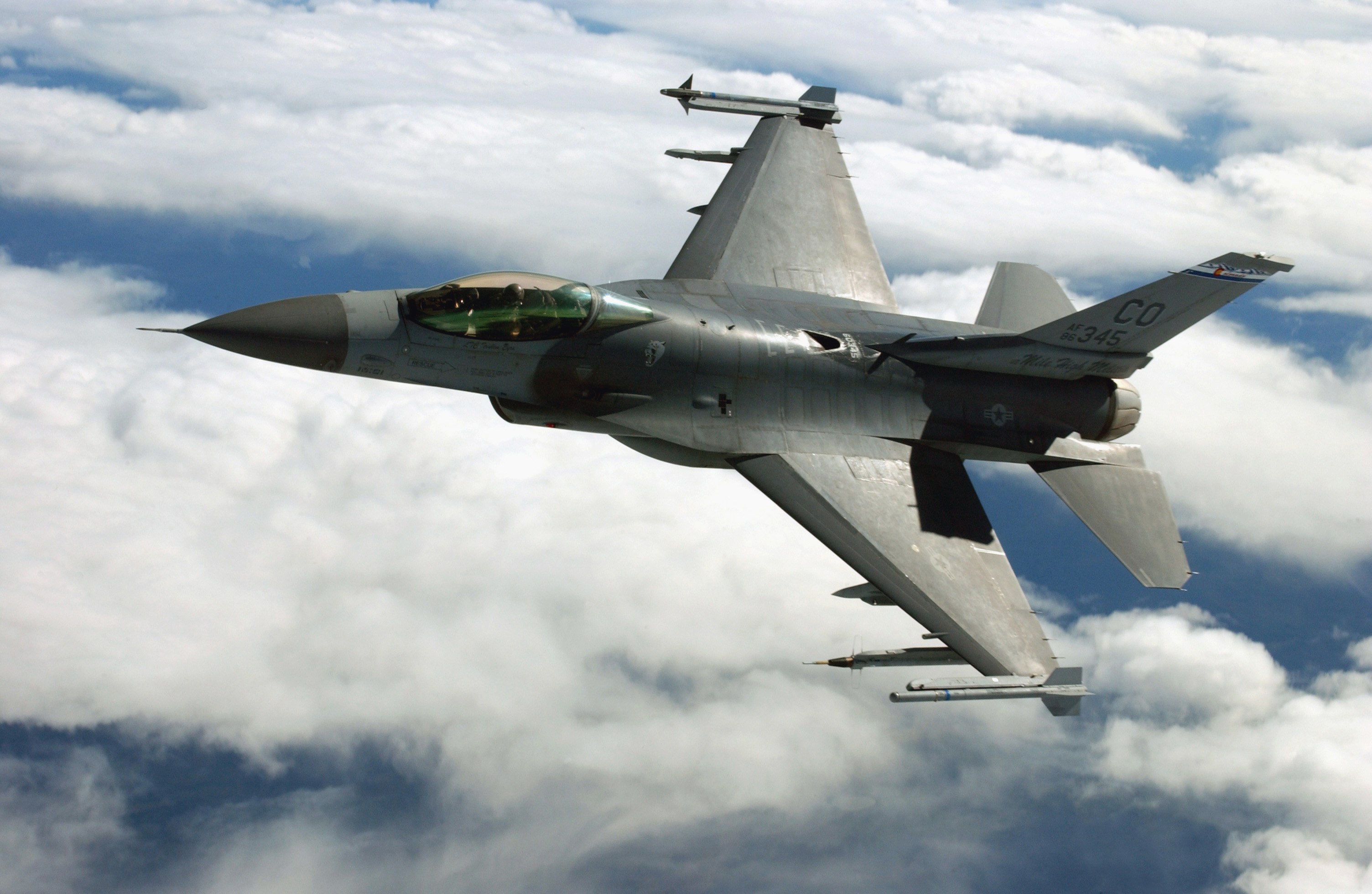
F-16 Fighting Falcon, uno de los cazas más utilizados desde la década de 1980 hasta la actualidad.

Otros tecnologías innovadoras introducidas en los cazas de cuarta generación incluyen el radar de control de tiro de impulsos Doppler (con capacidad "look-down/shoot-down"), la pantalla frontal de presentación de datos (HUD), controles HOTAS (en el mando de gases y en la palanca de control), y pantallas multifunción (MFD), todos las cuales se han convertido en equipamiento esencial. Los materiales compuestos en forma de elementos estructurales de aluminio con forma de panal de abeja y recubrimientos laminados de polímero reforzado con fibra de carbono comenzaron a ser incorporados en las superficies de control de vuelo y en los recubrimientos de la estructura para reducir el peso de la aeronave. Se generalizó el uso de sensores de búsqueda y seguimiento por infrarrojos (IRST) para el lanzamiento de armas aire-tierra, y también aparecieron para el combate aire-aire. Los misiles aire-aire guiados por infrarrojos pasaron a ser armas estándar de superioridad aérea, estas armas permitieron alcanzar un avión enemigo desde cualquier ángulo (aunque el campo de visión seguía siendo relativamente limitado). El primer misil aire-aire de largo alcance guiado por radar activo entró en servicio con el AIM-54 Phoenix, modelo que solo fue equipado por el Grumman F-14 Tomcat, uno de los pocos diseños de caza con ala de geometría variable que entraron en producción. Incluso con los tremendos avances en los misiles aire-aire de esta época, los cañones internos continuaron siendo armamento estándar.
Otra revolución llegó en forma de una mayor pretensión en la facilidad de mantenimiento, que llevó a la estandarización de partes, reducción de paneles de acceso y puntos de lubricación, y en general en una reducción de piezas en el equipamiento más complicado como son los motores. Algunos de los primeros cazas de reacción requerían 50 hombre-horas de trabajo del personal de tierra por cada hora que el avión permanecía en el aire; modelos posteriores redujeron esto sustancialmente para permitir tiempos de respuesta más rápidos y más salidas en un día. En cambio, algunos aviones militares modernos solo requieren 10 hombre-horas de trabajo por hora de vuelo, y los hay que son incluso más eficientes.
Las innovaciones aerodinámicas incluyeron alas de curvatura variable y el aprovechamiento del efecto de sustentación del vórtice para conseguir mayores ángulos de ataque mediante la adición de dispositivos de extensión del borde de ataque (LEX) (a veces llamados strakes).

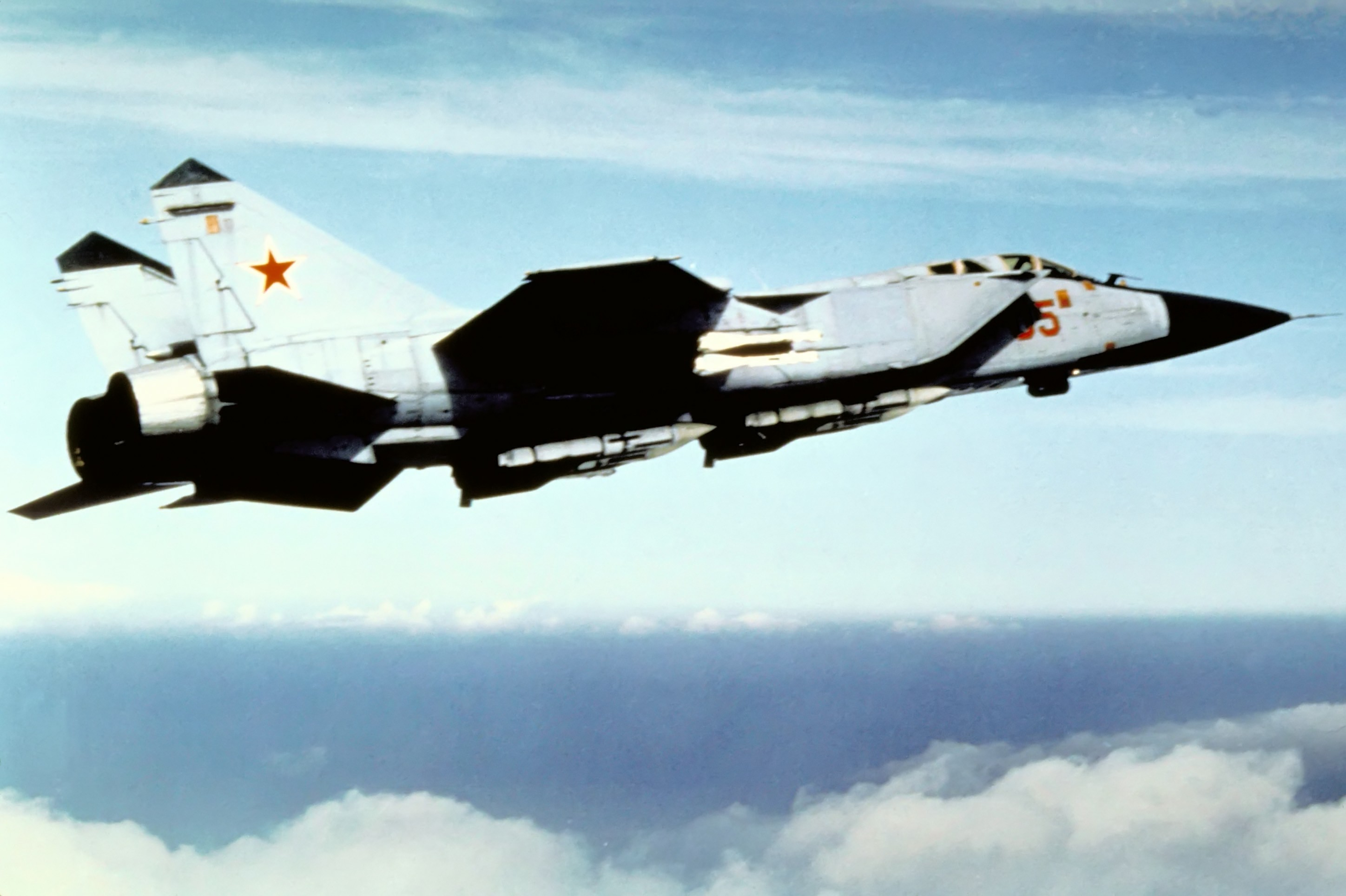
Mikoyan MiG-31 Foxhound, potente interceptor soviético desarrollado a partir del MiG-25.

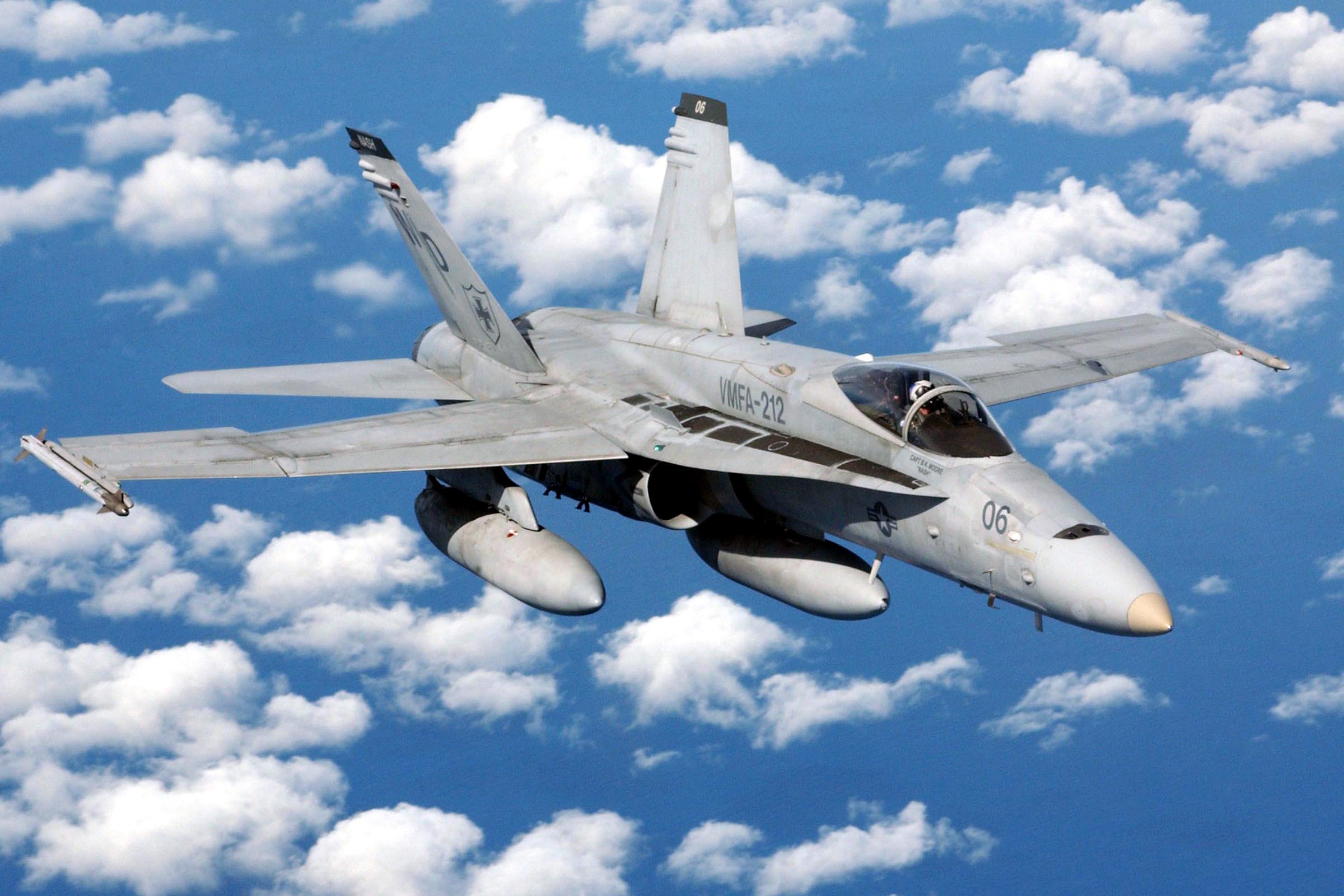
Caza embarcado McDonnell Douglas F/A-18C Hornet, principal avión de combate de la Marina de los Estados Unidos.

A diferencia de los interceptores de épocas anteriores, la mayoría de los cazas de superioridad aérea de cuarta generación se diseñaron para ser ágiles en el combate aéreo cerrado o dogfight, aunque hubo excepciones como los interceptores Mikoyan MiG-31 y Panavia Tornado ADV. Además, el continuo aumento del coste de los cazas manifestó la importancia de los cazas polivalentes. La necesidad de ambos tipos de cazas llevó al concepto "high/low mix" que supuso un núcleo de alta capacidad y alto coste de cazas de superioridad aérea puros —como el F-15 y el Su-27— complementados por un mayor contingente de cazas polivalentes de menor coste —como el F-16 y el MiG-29.
La mayoría de los cazabombarderos de cuarta generación, como el F/A-18 Hornet y el Dassault Mirage 2000, ya eran verdaderos aviones polivalentes, diseñados como tales desde el principio. Esto fue posible gracias a la aviónica multimodo que podía cambiar perfectamente entre modos ‘aire’ y ‘tierra’. De este modo las anteriores formas de añadir capacidades de ataque o diseñar modelos separados especializados en distintas misiones por lo general quedó pasado de moda, siendo el Panavia Tornado una excepción ene este sentido. Las tareas de ataque a tierra puro generalmente eran asignadas o a aviones de interdicción aérea como el Sujoi Su-24 y el F-15E Strike Eagle o bien a especialistas en el apoyo aéreo cercano como el Fairchild-Republic A-10 Thunderbolt II y el Sujoi Su-25.
Tal vez la tecnología más novedosa que se introdujeron en los aviones de combate sea la «tecnología furtiva», que implica el uso de técnicas de diseño y materiales especiales de baja observabilidad (L-O por sus siglas en inglés) para reducir la susceptibilidad de una aeronave a ser detectada por los sistemas de sensores enemigos, particularmente por los radares. El primer avión furtivo en ser introducido fue el avión de ataque Lockheed F-117 Nighthawk (en 1983) y después el bombardero estratégico Northrop Grumman B-2 Spirit (que voló por primera vez en 1989). Aunque no aparecieron cazas furtivos en sí en la cuarta generación, algunos revestimientos absorbentes de radar y tratamientos L-O desarrollados para esos programas fueron aplicados posteriormente a los cazas de cuarta generación.

### 4.5 generación (1990 - actualidad)
El final de la Guerra Fría en 1989 llevó a muchos gobiernos a disminuir significativamente los gastos militares. Los inventarios de las fuerzas aéreas fueron recortados, y los programas de investigación y desarrollo para producir los que se esperaba que serían cazas de «quinta generación» sufrieron las consecuencias; muchos programas fueron cancelados durante la primera mitad de los años 1990, y los que sobrevivieron fueron aplazados. Si bien la desaceleración del ritmo de desarrollo reduce los gastos anuales de inversión, tiene como consecuencia a largo plazo un aumento en los costes del programa general y en los costos unitarios. Este momento, sin embargo, también permite a los diseñadores hacer uso de los enormes logros alcanzados en los campos de las computadoras, aviónica y otra electrónica de vuelo, que habían sido posibles en gran parte debido a los avances realizados en las tecnologías de semiconductores y circuitos integrados en los años 1980 y 1990. Esta oportunidad permitió a los fabricantes desarrollar los diseños de la cuarta generación – o rediseños – con capacidades significativamente mejoradas. Estos diseños mejorados pasaron a ser conocidos como cazas de "generación 4.5" o de "generación 4++", reconociendo su carácter intermedio entre las generaciones 4.ª y 5.ª y su contribución al desarrollo de distintas tecnologías propias de la quinta generación.
Las principales características de esta subgeneración son: la aplicación de materiales aeroespaciales avanzados y de moderna aviónica digital, reducción parcial de la firma (principalmente en radiofrecuencia), y la alta integración de sistemas y armas. Estos cazas han sido diseñados para operar en un entorno de batalla centrado en redes de comunicaciones y son principalmente aviones polivalentes. Las tecnologías de armas clave introducidas en estos cazas incluyen los misiles aire-aire con autonomía «más allá del alcance visual» (BVR); armas guiadas por sistema de posicionamiento global (GPS), radares de antenas en fase de estado sólido; miras montadas en casco; y enlaces de datos resistentes a interferencias y con seguridad mejorada. Los cazas de la generación 4,5 también adoptaron el empuje vectorial para mejorar aún más las capacidades de maniobrabilidad, y los motores de alta potencia permitieron que algunos diseños puedan lograr un grado de capacidad supercrucero. Las características furtivas está enfocadas principalmente en técnicas de reducción de la firma frontal de la sección radar equivalente (RCS) que incluyen el uso de materiales absorbentes de radar, revestimientos y formas de baja observabilidad.
Los diseños de cuarta y media generación pueden o estar basados en células de cazas de la 4.ª generación o bien en nuevas estructuras que siguen la misma teoría de diseño; sin embargo, las modificaciones introdujeron el uso estructural de materiales compuestos para reducir el peso, mayor autonomía para aumentar el alcance, y el tratamientos de reducción de la firma para lograr una menor RCS en comparación con sus predecesores. Ejemplos principales de tales aviones, que están basados en nuevos diseños estructurales haciendo uso extensivo de compuestos de fibra de carbono, son el Eurofighter Typhoon, el Dassault Rafale y el Saab 39 Gripen NG. Aparte de esos cazas de reacción, la mayoría de los aviones de la 4,5° generación son variaciones de estructuras existentes. Estos cazas suelen ser versiones más pesadas y con mayor alcance; y como ejemplos se pueden citar el Boeing F/A-18E/F Super Hornet que es una evolución del diseño del F/A-18 Hornet, el F-15E Strike Eagle que es una variante de ataque a tierra del McDonnell Douglas F-15 Eagle, el Sujói Su-30MKI que es un desarrollo del Su-30 y el Mikoyan MiG-35, una versión actualizada del MiG-29. El Su-30MKI y el MiG-35 usan empuje vectorial de dos y tres dimensiones respectivamente para aumentar la maniobrabilidad. La mayoría de los aviones de la 4,5.ª generación están siendo equipados en forma de actualización con radares activos de barrido electrónico (radares AESA) y últimos avances en sistemas de aviónica.

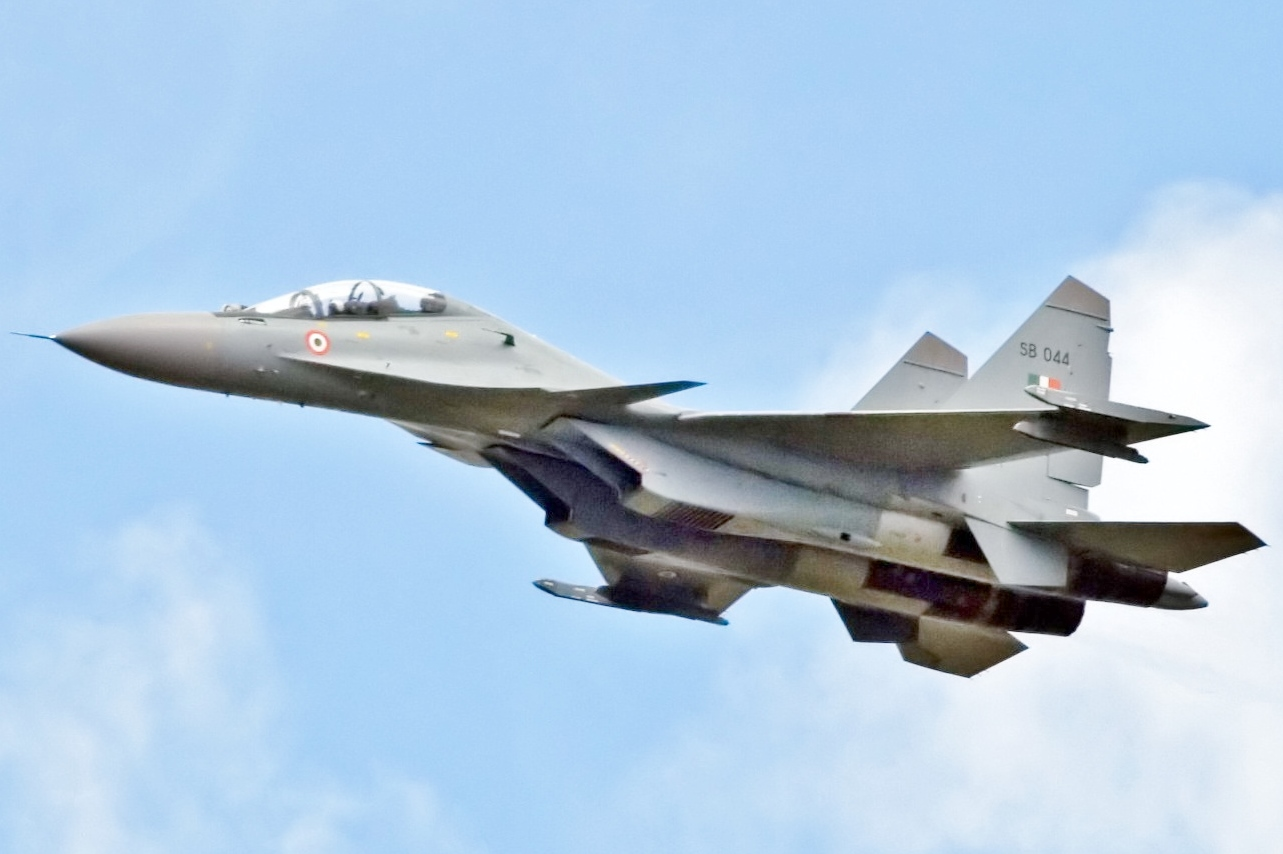
Interceptor indio Sukhoi Su-30MKI 'Flanker-H'.

Los primeros cazas de 4,5 generación entraron en servicio a principios de los años 1990, y la mayoría de ellos siguen en fabricación y desarrollo. Es muy posible que continúen en producción junto a los cazas de quinta generación debido al elevado coste de desarrollo del avanzado nivel de tecnología furtiva necesario para lograr diseños de aviones de muy baja observabilidad (VLO), que es una de las características que definen a los cazas de quinta generación. De todos estos diseños, solo entraron en combate el Super Hornet, el Strike Eagle y en menor medida el Rafale.
La Cámara de Representantes de los Estados Unidos define como avión de caza de 4,5 generación aquel que «(1) dispone de capacidades avanzadas, incluyendo— (A) radar AESA; (B) enlace de datos de alta capacidad; y (C) aviónica mejorada; y (2) tienen la habilidad para desplegar armamento avanzado actual y el previsto para un futuro cercano razonable.»
Si bien la aparición del concepto de generaciones de cazas de combate asumía la existencia de cinco generaciones, son muchos los autores como Näsström, Keijsper, Pearson o Taylor que opinan que hasta el siglo XXI solo han existido cuatro generaciones de cazas; así, según ellos, modelos como el JAS 39 Gripen y el F22 Raptor pertenecen a la misma generación, pese a la distancia tecnológica que los separa.
Por su parte, otros expertos, opinan que a principios del siglo XXI ya habían hecho su aparición cazas de quinta generación, cuyo único integrante sería el F-22 Raptor, a menos que se consideren los prototipos del F-35 Lightning II. Esa es también la postura oficial de la Fuerza Aérea de los Estados Unidos. Finalmente, algunos más, como Cate, adelantan la aparición de esta nueva generación a los modelos europeos, como el Eurofighter Typhoon o el Dassault Rafale, la cual parece ser la postura oficial de las fuerzas aéreas usuarias de los mismos
La definición y catalogación aún se complica más cuando varias empresas han creado nuevas versiones de sus modelos con características que se consideran dentro de una generación posterior. Pese a que aviones como el F-14 Tomcat no fueron modernizados, sino que fueron retirados sin seguir diseñando nuevas versiones, los fabricantes de otros modelos como el F-16, el F/A-18 y el F-15 (este ya con armamento interno) han mantenido las líneas de producción abiertas y han sacado nuevas versiones/bloques/tranchas con la información digitalizada y centralizada, además de con capacidad de comunicarse con otros aviones, barcos, centros de mando y control, radares de barrido electrónico, etc. Por ese motivo, se habla de una generación intermedia, 4,5 o 4+ para referirse a esos modelos. El gobierno de EE. UU., por ejemplo, define oficialmente como "generación 4,5ª" a aquellos que tienen radar AESA, enlace de datos de alta capacidad, aviónica avanzada y capacidad para desplegar armas futuras.

### Quinta generación (2005 - actualidad)

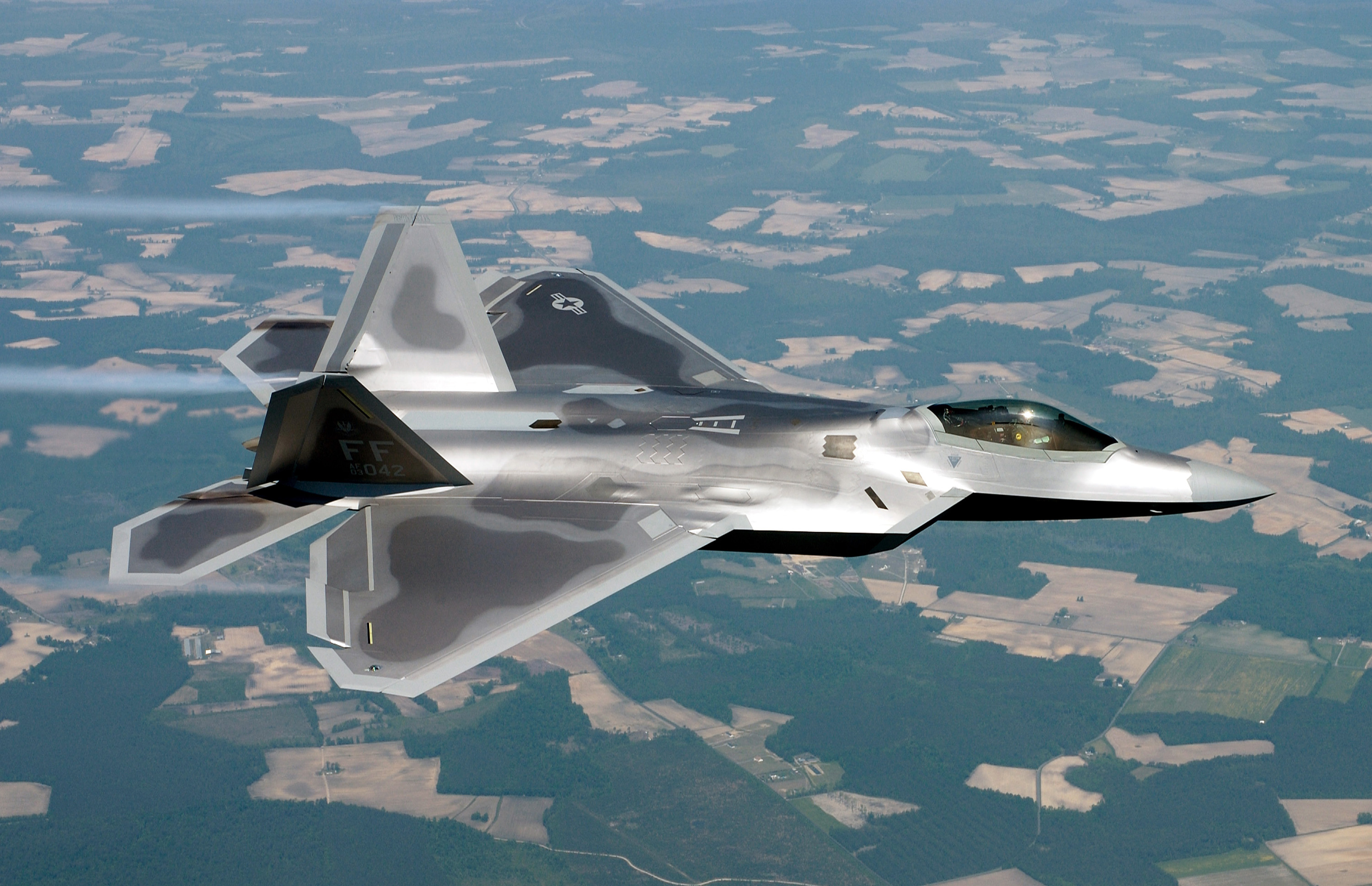
Lockheed Martin F-22 Raptor.

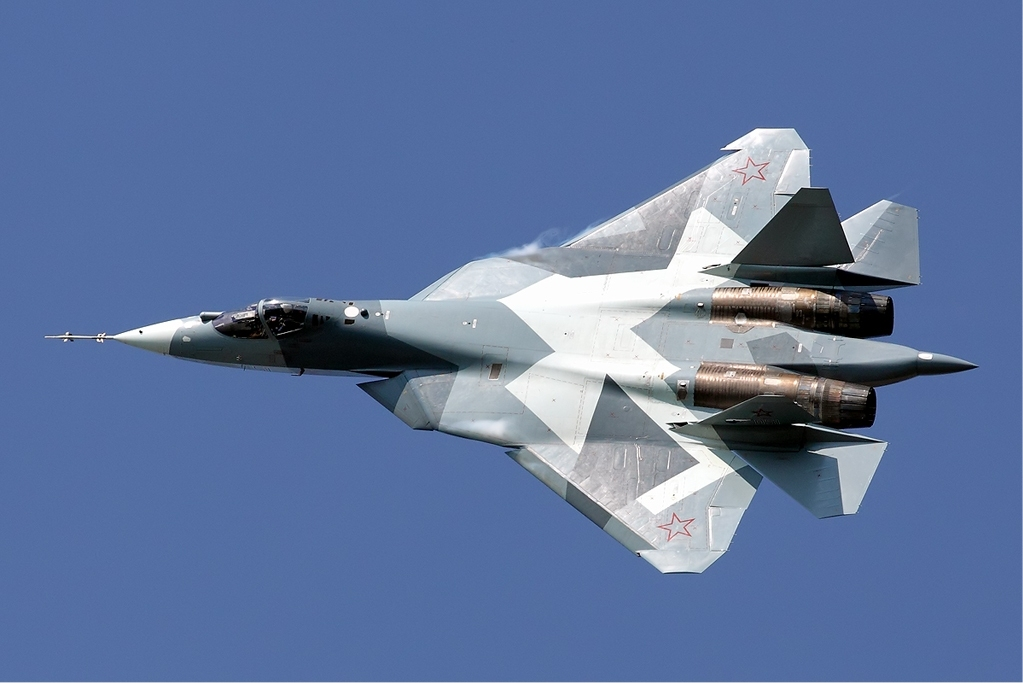
La respuesta rusa al F-22, el Sukhoi Su-57.

La quinta generación comenzó con la introducción del caza estadounidense Lockheed Martin F-22 Raptor a finales de 2005. Estando actualmente en la vanguardia de diseño de aviones militares, los cazas de quinta generación se caracterizan por estar diseñados desde el principio para operar en un entorno de batalla centrado en redes, y porque ofrecen firmas multiespectro extremadamente bajas en todos los aspectos empleando avanzadas técnicas de forma y materiales. Disponen de radares AESA multifunción con capacidad de transmisión de datos con un gran ancho de banda y baja probabilidad de intercepción. Los sensores de búsqueda y seguimiento por infrarrojos (IRST) incorporados en la 4,5.ª generación para combate aire-aire así como para el lanzamiento de armas aire-tierra ahora están fusionados con otros sensores dando lugar a los IRST de conciencia situacional o SAIRST (siglas en inglés), que rastrean constantemente todos los objetivos de interés en torno al avión de modo que el piloto los tiene siempre visibles. Esos sensores, junto con la avanzada aviónica, la cabina de cristal, las miras montadas en el casco , y enlaces de datos con baja probabilidad de ser interceptados, resistentes a interferidores y más seguros, están altamente integrados para suministrar una minería de datos multisensor y multiplataforma que mejora ampliamente la conciencia situacional al mismo tiempo que facilita la carga de trabajo del piloto. Los equipos de aviónica se basan en el uso extensivo de tecnología de circuitos integrados de muy alta velocidad (VHSIC), módulos comunes, y buses de datos de alta velocidad. En general, la integración de todos esos elementos pretende proporcionar a los cazas de quinta generación la capacidad «primero en ver, primero en disparar y primero en derribar».
El radar AESA ofrece capacidades únicas para los cazas (está siendo rápidamente adoptado por los diseños de 4,5.ª generación, así como también está siendo incorporado como actualización en algunos aviones de cuarta generación). Además de su alta resistencia a contramedidas electrónicas y baja probabilidad de interceptación, permite que el caza pueda funcionar como un «mini-AWACS», proporcionando medidas de apoyo a la guerra electrónica (ESM) y funciones interferidoras de guerra electrónica (EW).
Otras tecnologías comunes para esta última generación de cazas incluyen sistemas de guerra electrónica integrados (INEWS), aviónica de identificación, navegación y comunicaciones integrada, sistemas de monitorización del estado del avión centralizados para facilitar el mantenimiento, transmisiones de datos por fibra óptica y tecnología furtiva.
La maniobrabilidad continúa siendo importante y es mejorada mediante toberas que permiten orientación de empuje, esto también ayuda a reducir las distancias de despegue y aterrizaje. La capacidad supercrucero, que puede ser ofrecida o no, permite volar a velocidades supersónicas sin necesidad de usar postquemador, dispositivo que incrementa considerablemente la señal infrarroja del avión durante su uso.
Un atributo clave de los cazas de quinta generación es su capacidad furtiva de muy baja observabilidad. Se ha tomado gran cuidado en el diseño de su estructura interna y disposición para minimizar su sección radar equivalente (RCS) en un amplio ancho de banda de frecuencias radar de detección y rastreo. Para mantener su firma de muy baja observabilidad durante las operaciones de combate, las armas principales son transportadas en bodegas internas que solo se abren el tiempo necesario para permitir el lanzamiento del armamento. Por otra parte, la tecnología furtiva ha avanzado hasta el punto de que puede ser utilizada sin menoscabar el rendimiento aerodinámico, en contraste con tecnologías anteriores (F-117 por ejemplo). El costo de desarrollo de aviones tan sofisticados es tan elevado como sus capacidades. La Fuerza Aérea de los Estados Unidos tenía planeado en un principio adquirir 650 F-22, pero solo se construirán 187 ejemplares, como resultado de su elevado coste de despegue unitario que ronda los 150 millones de dólares. Para extender los costes de desarrollo – y base de producción – de manera más amplia, el programa Joint Strike Fighter (JSF) enrola a otros ocho países como socios de riesgos y costes compartidos. En conjunto, los nueve países socios anticiparon que serán adquiridos en torno a 3000 cazas Lockheed Martin F-35 Lightning II con un coste de despegue medio de 80–85 millones de US$. El F-35, sin embargo, fue diseñado para ser una familia de tres aviones, un caza de despegue y aterrizaje convencionales (CTOL), un caza de despegue corto y aterrizaje vertical (STOVL), y un caza de despegue asistido por catapulta pero recobro mediante detención (CATOBAR), cada uno de cuales tiene un precio unitario distinto y sus especificaciones varían ligeramente en cuanto a capacidad de combustible (y alcance por consiguiente), tamaño y carga.

Otros países iniciaron proyectos de desarrollo de cazas de quinta generación, Rusia fue uno los primeros países en seguir la investigación y desarrollo de la nueva generación con el Sukhoi Su-57 y el Mikoyan LMFS. En octubre de 2007, Rusia y la India firmaron un acuerdo para la participación conjunta en un programa de Avión de Caza de Quinta Generación (FGFA), que dará a la India la responsabilidad de desarrollar un modelo biplaza del PAK FA. China por su parte cuenta con el caza furtivo Chengdu J-20. El J-20 realizó su primer vuelo en enero de 2011 y se estima que puede ser introducido entre 2017 y 2019. India también está desarrollando su propio avión de quinta generación llamado Medium Combat Aircraft. Japón está evaluando la viabilidad técnica para producir sus cazas de quinta generación con el prototipo Mitsubishi ATD-X.

## Configuración de aviones caza
La mayoría de los aviones caza utilizados en la actualidad tienden a cumplir distintos roles o son multipropósitos. Los aviones pueden ser cargados con diferente variedad de arsenal y responder a distintas misiones, sin embargo, a la hora de ser fabricados, existen ciertos perfiles que responden a tareas y misiones que son específicas, por ejemplo, en cuanto a su rol en el alcance visual o la cantidad de armamento que deben ser capaces de portar.

### Caza interceptor

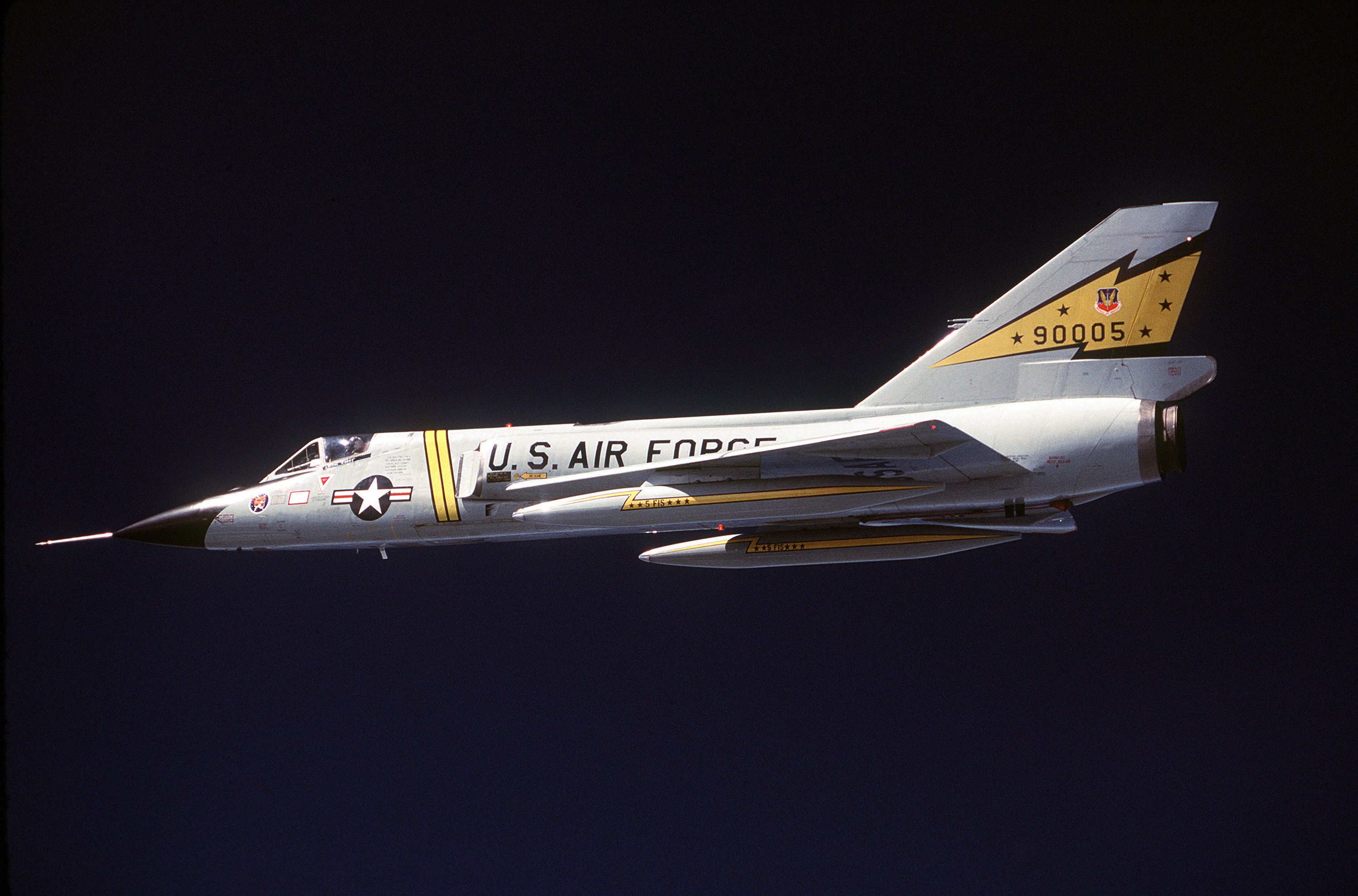
F-106, interceptor de la USAF desarrollado durante la Guerra Fría.

Avión caza diseñado para la defensa del espacio aéreo y el combate aire-aire dogfight. Son naves ligeras que dan prioridad la velocidad, el despegue y el ascenso, porque están pensados para el enfrentamiento aéreo, por tanto, no cuentan con mucho espacio para abastecimiento y armamento, limitándose este último a misiles aire-aire. Por lo general no son aptos para recorrer un radio de acción extenso y su mayor diferencia con todos los cazas, es que no están acondicionados para hacer ataques a superficie, sin embargo están adaptados especialmente para interceptar bombarderos y otras naves enemigas en combates dentro, como fuera del alcance visual. Claros ejemplos son el MiG-21, Northrop F-5 y el F-20 Tigershark, estos últimos muy maniobrables.  Versiones aún más veloces, aunque más pesadas y menos maniobrables han sido el MiG-25 y el potente MiG-31. En la actualidad entre los aviones que podrían ser clasificados con este carácter figuran el Dassault Rafale, el Chengdu/PAC JF-17 Thunder y el Saab 39 Gripen, pero todos ellos con un perfil bastante más polivalente.

### Caza escolta
Propios de la época de la Segunda Guerra Mundial y la Guerra Fría. Eran aviones más pesadas que los interceptores, porque cargan con una mayor capacidad para el armamento y abastecimiento, con el fin de conseguir un rango de acción más autónomo y extenso. Así mismo, pueden no ser tan veloces, pero deben asegurar la maniobrabilidad para el enfrentamiento, pues su principal característica es estar preparados para el combate WVR (Within Visual Range), "dentro del alcance visual". Un claro ejemplo fue el P-51 Mustang. En la actualidad quedan algunos ejemplos de cazas de escolta, si bien la aparición de bombarderos con tecnología furtiva como el B-2 Spirit ha limitado su papel. El F-15 Eagle, es un avión de superioridad aérea, muy apto para la escolta, por tener una gran capacidad de carga de misiles, otros ejemplos pueden ser el Mig-29 en sus primeras versiones o el Panavia Tornado ADV.

### Caza interdictor

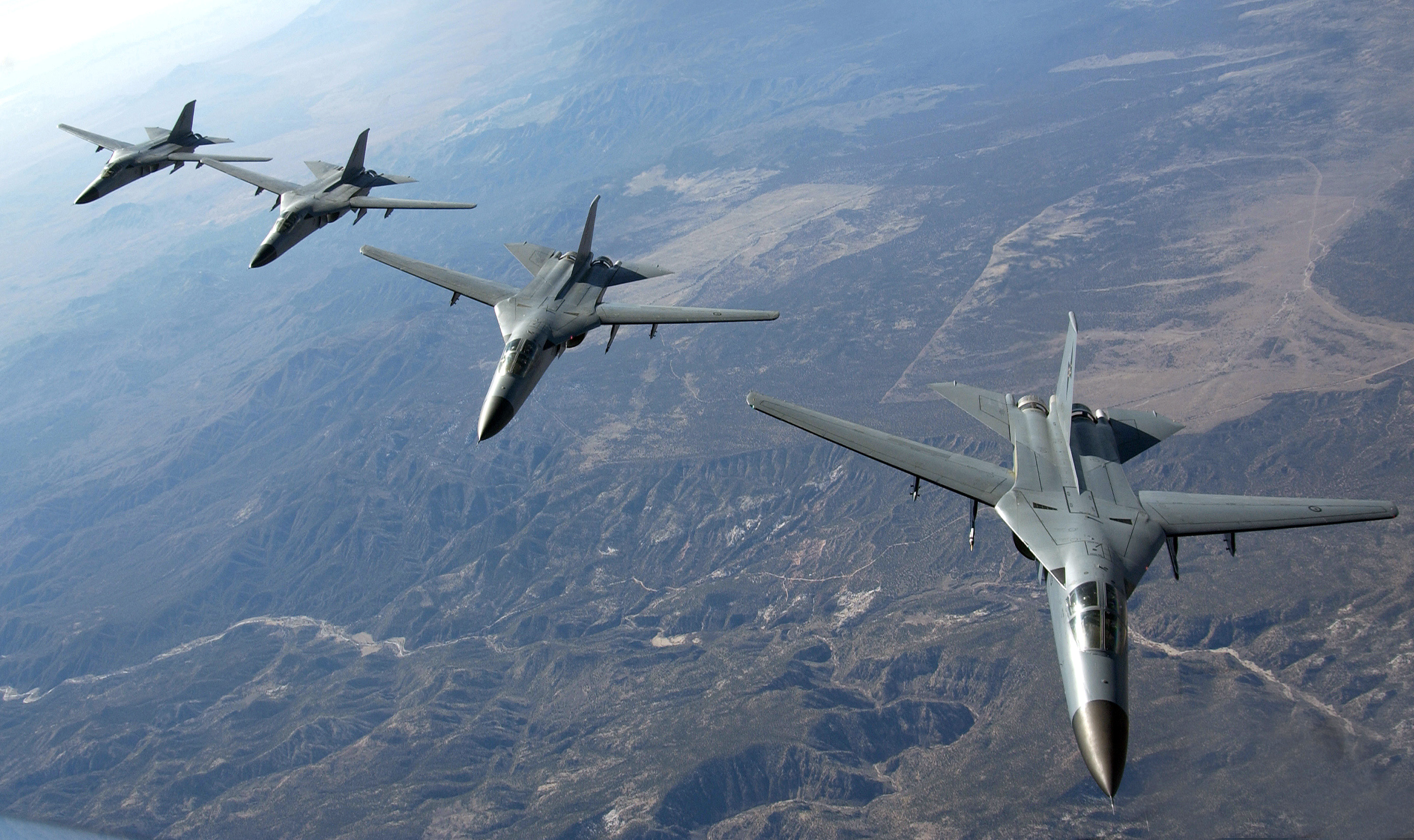
Interdictores F-111 de la Real Fuerza Aérea Australiana.

La interdicción aérea es una misión donde se realiza un bombardeo específico de los recursos enemigos con la intención de inhabilitar al oponente. Este tipo de naves están pensados para el bombardeo táctico a larga distancia y están armados con misiles aire-tierra (En un pasado con torpedos y cohetes de alcance lejano). Una de las diferencias entre estos bombarderos interceptores con los cazabombarderos, y los bombarderos estratégicos (que también atacan a superficie), es que tienden a ser naves mucho más ligeras, porque no tienen que recorrer grandes distancias dejándole espacio al combustible, y porque portan un armamento no pesado y específico, pues estos aviones no están ideadas para intervenir en los combates, sino que priorizarían las acciones "más allá del alcance visual" BVR (Beyond Visual Range). Por otro lado, suelen estar bien equipados con potentes radares para el rastreo, combate nocturno y hasta capacidad de guerra electrónica. Un ejemplo concreto es el General Dynamics F-111 Aardvark, el Super Étendard y el Panavia Tornado IDS (sin confundirlo con el Panavia Tornado ADV). También se pueden clasificar como cazas interdictores al McDonnell Douglas F/A-18 Hornet que tiene un claro perfil de ataque a superficie desde larga distancia, pero que cuenta con un mayor espectro de rol con carácter de polivalente, y otro es el Mikoyan MiG-29 específicamente a partir de sus últimas versiones.

### Caza bombardero
Al igual que el avión bombardero son aeronaves fuertemente armados y pesados que pueden volar a gran altitud. Priorizan la velocidad renunciando la maniobrabilidad. por lo general suelen ser aviones de caza reasignados a misiones de bombardeo Surgieron durante la Segunda Guerra Mundial, período del que destacan el Republic P-47 Thunderbolt, el Vought F4U Corsair y el Hawker Typhoon. Su gran capacidad para llevar armamento está pensado principalmente para el bombardeo estratégico a superficie, por tanto tienen cierta debilidad contra caza de intercepción o cazas de superioridad aérea, ya que no privilegian el armamento aire-aire. Ejemplos de cazabombardero son el Xian JH-7, el Dassault Mirage 2000N/2000D o el F-15 Eagle.

### Caza naval

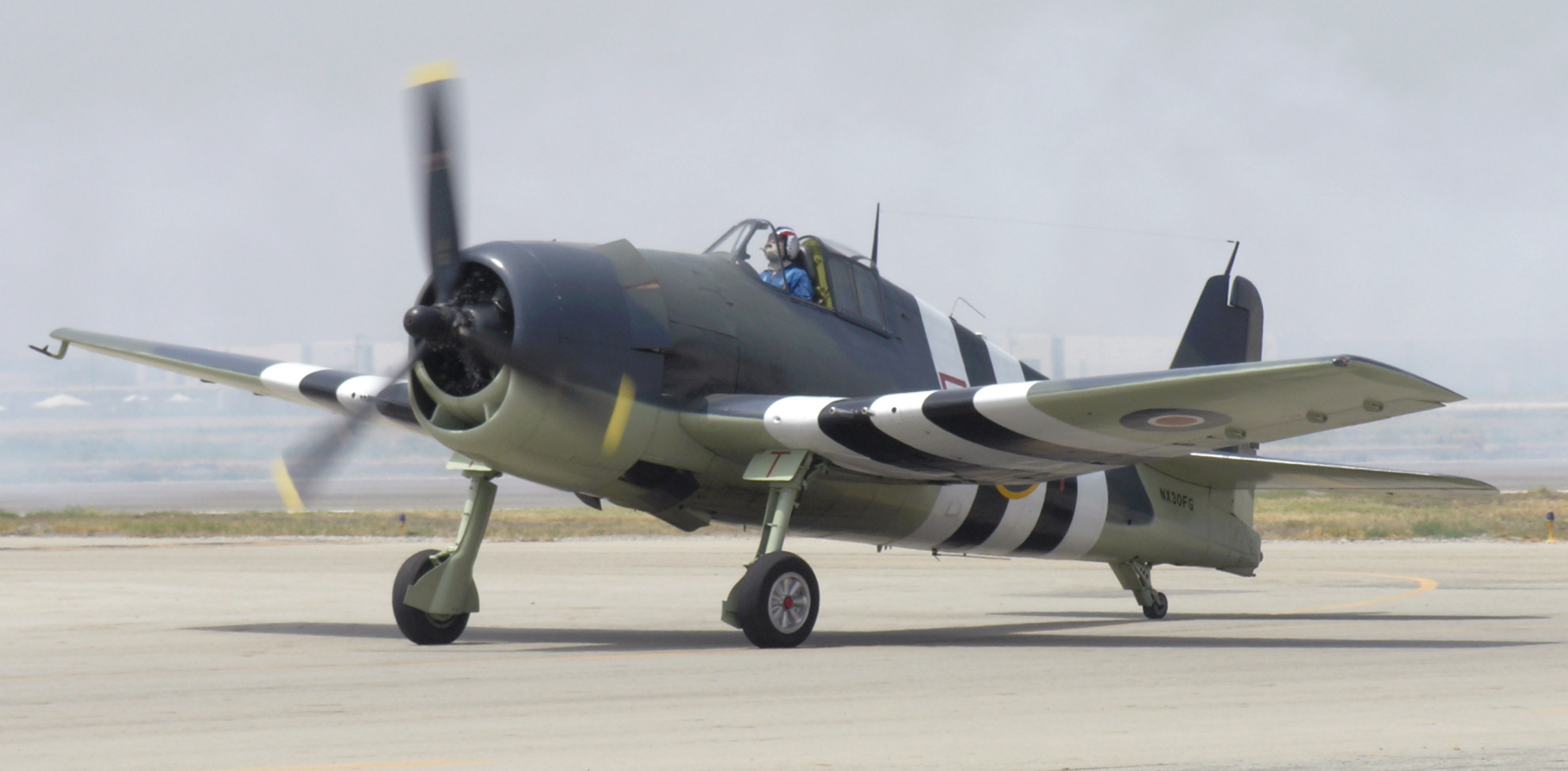
Grumman F6F Hellcat, caza embarcado de la Segunda Guerra Mundial.

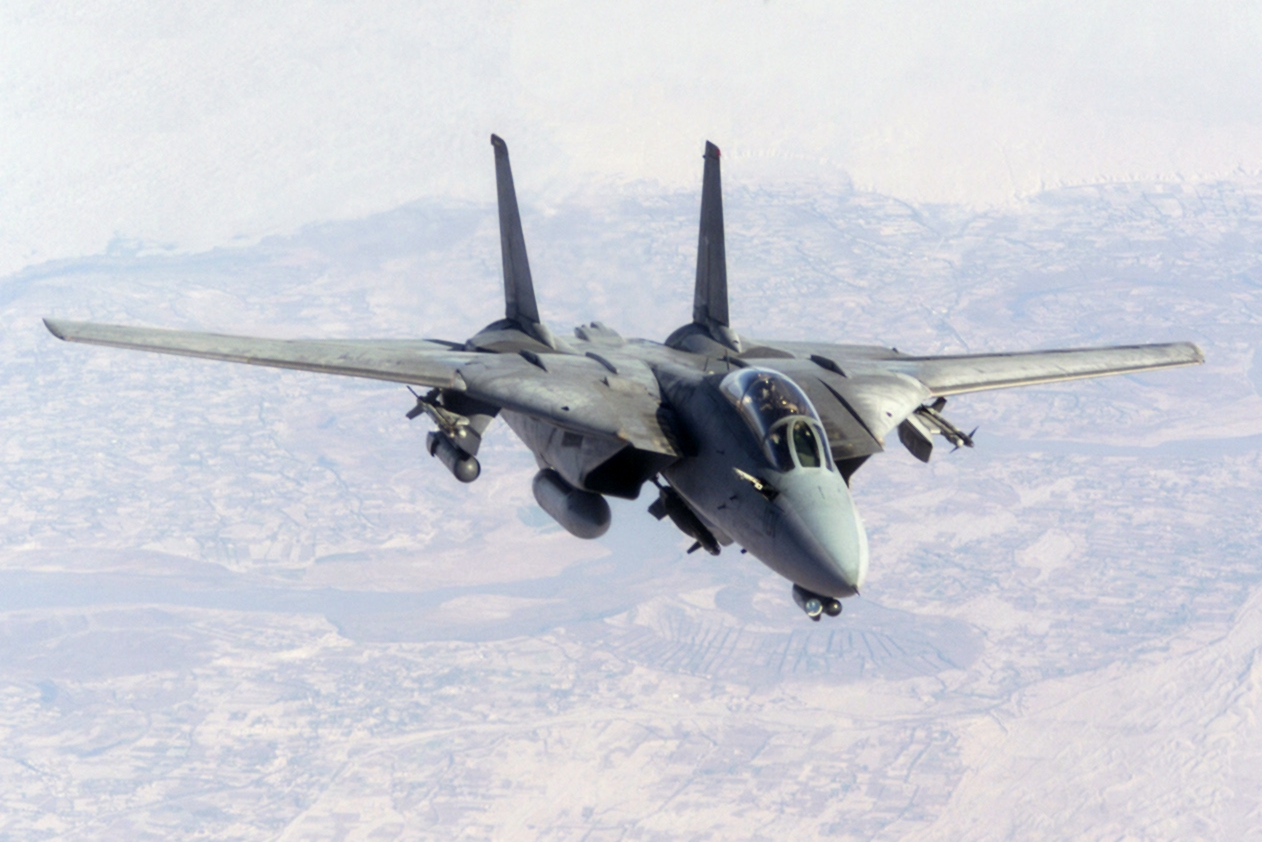
Caza interdictor naval F-14 Tomcat en la guerra de Afganistán.

Son aviones caza con una amplia diversidad de perfil, pero que en común, tienen capacidades para el ataque a superficie marina y submarina (torpedos y misiles), que normalmente cuentan con armamento de interdicción BVR "más allá del alcance visual" y tienen un diseño aprueba del ambiente marino. Deben adaptarse al despegue en espacios reducidos como dentro de portaaviones, CATOBAR. Los aviones Harrier y algunos Yakovlev incluso tienen la particularidad del despegue en ascenso vertical STOVL. La diversidad de perfiles va desde la defensa del espacio aéreo, el patrullaje costero, la intercepción aire-aire en incluso la superioridad aérea, posteriormente proliferaron los llamados cazas polivalentes. Ejemplos evidentes son el Yakovlev Yak-38, el Mikoyan MiG-29K, y el Sea Harrier. El clásico A-4 Skyhawk y el AV-8B Harrier han sido cazas navales con una disposición al apoyo aéreo cercano y ataque a superficie. El F-18 Hornet y Super Hornet tienen un perfil de caza naval multipropósito. El F-14 Tomcat tenía un carácter más bien de superioridad aérea. El avanzado Sukhoi Su-34 además de superioridad aérea, tiene perfil de patrullaje costero. Las versiones B y C del Lockheed Martin F-35 considerado caza de V generación furtivo, tienen una clara disposición naval con despegue CATOBAR y STOVL respectivamente. 
Estas generaciones de aviones además de tener tecnología más avanzada, aseguran la capacidad de maniobrabilidad para el combate aire-aire "dentro del alcance visual" (Combate WVR Within Visual Range). Es por ende que, cumpliendo con toda gama de roles de ataque, a saber enfrentamiento aéreo, bombardeo e interdicción, estas aeronaves centran sus distinciones en cuestiones de peso, capacidad y variedad en el uso de armamentos. Por otra parte siguen surgiendo nuevas tecnologías y en esa línea aparecen los cazas furtivos. La nueva clasificación a partir de la cuarta generación entre, aviones de superioridad aérea y polivalentes, se basa en el paradigma soviético del Sukhoi Su-27 y el Mikoyan MiG-29; el primero de superioridad aérea y el segundo más pequeño y polivalente.

### Caza polivalente
Son aeronaves que aparecen a partir de la IV generación y vienen a suprimir la necesidad de grandes cazas bombarderos. Por norma general son más ligeros y menos potentes que los caza de superioridad aérea, sin embargo al igual que ellos y a diferencia de los cazas bombarderos, tienen una gran maniobrables para el combate aéreo (Dogfight). Se clasifican como polivalentes o multirol porque no renuncian a ninguna tarea, ya que pueden ser utilizados de igual forma como cazas de combate aire-aire, así como aviones de ataque a distancia, o incluso y a pesar de su tamaño, para cargar armas de ataque a superficie. Existen sin embargo dos subtipos en cuanto al enfoque que pueden privilegiar. Por un lado están las aviones polivalentes que privilegian las tareas de interdicción "más allá del alcance visual" BVR (Beyond Visual Range), como por ejemplo el F-18 Super Hornet y el Sukhoi Su-34, y aquellos aviones polivalentes que siguieron perfeccionándose en el combate aire-aire como el F-16 Fighting Falcon, el Dassault Rafale, Saab 39 Gripen, Chengdu J-10B, Mikoyan MiG-35 o el Eurofighter Typhoon.

### Caza de superioridad
Los cazas de superioridad aérea son aviones confeccionados a partir de la generación 4. que cumplen tareas de control del espacio aéreo del enemigo. Son cazas sólidos en el combate y potentes en el porte misiles y bombas. Una diferencia con los caza polivalentes es que casi si bien tiene una enorme capacidad para el bombardeo estratégico, no cumplen con tareas de apoyo aéreo cercano. Por otro lado, este tipo de aviones privilegian la confrontación propiamente tal antes que la interdicción. Son aviones mucho más pesados que los polivalentes, pueden llevar mayor armamento, sin embargo esto no quiere decir que pierden capacidad de maniobrabilidad, incluso por el contrario, son aviones muy aerodinámicas y maniobrables. Ejemplos claros son el F-15 Eagle, el Shenyang J-11 y el Sukhoi Su-35.

### Caza furtivo
Son aviones de 5° generación que agregan a los caza la opción de ser usados en misiones furtivas, a saber que cuentan con una confección y diseño hecho para no ser detectados por radares enemigos. Claros ejemplos de este tipo de aeronaves son el F-22 Raptor, F-35 Lightning, el Sukhoi PAK FA, el Chengdu J-20 y el Shenyang J-31.